# Pont du Golden Gate
Vous lisez un « bon article » labellisé en 2021.
Pour les articles homonymes, voir Golden Gate (homonymie).

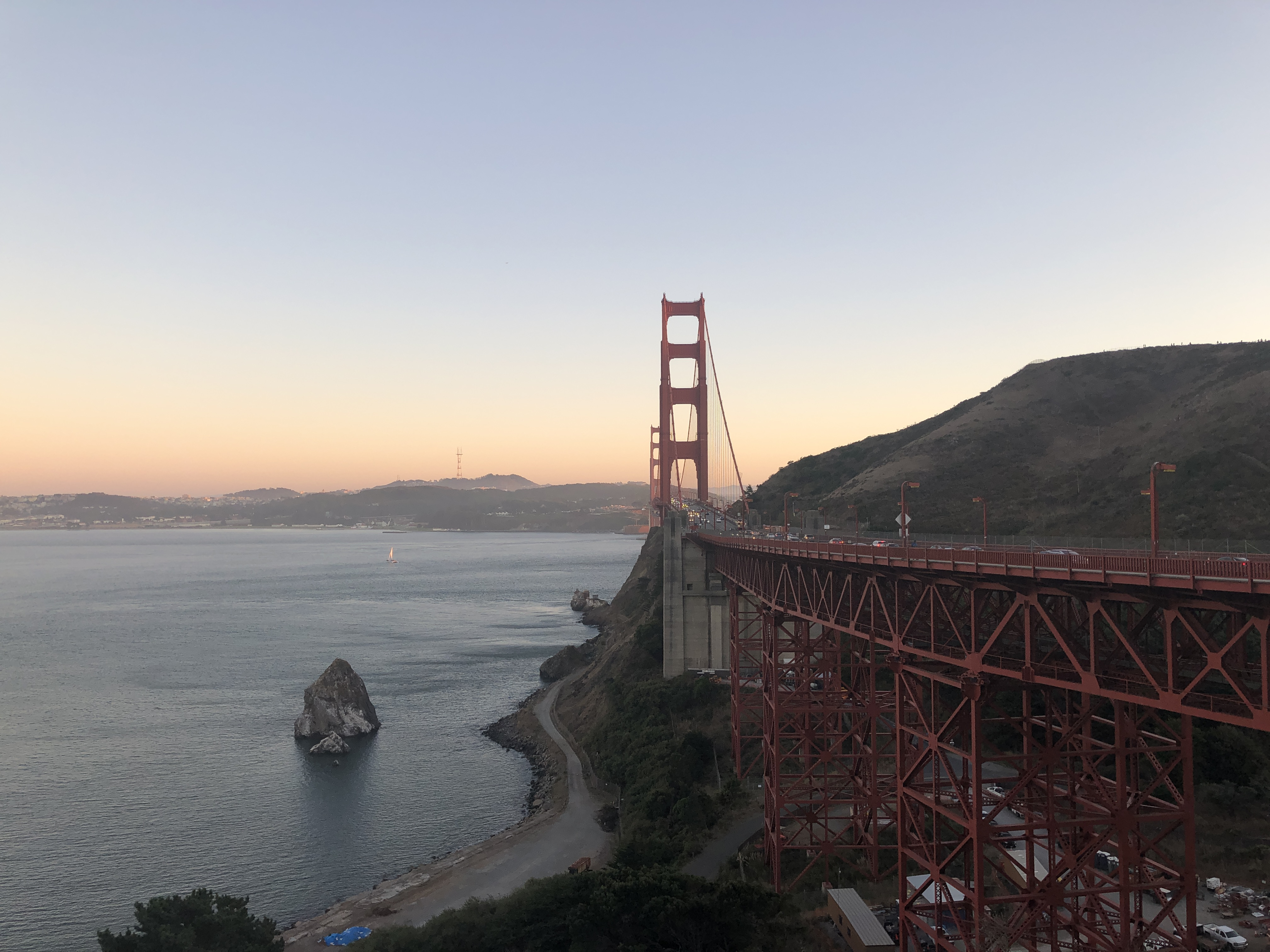
Photo prise sur la rive nord du Golden Gate Bridge

Le pont du Golden Gate (litt. « Pont de la porte dorée ») est un pont suspendu américain situé dans l'État de Californie, traversant le Golden Gate, détroit par lequel la baie de San Francisco débouche dans l'océan Pacifique. Il permet ainsi de relier la ville de San Francisco, située à la pointe nord de la péninsule de San Francisco, à la ville de Sausalito, située à la pointe sud de la péninsule du comté de Marin. Financée par la Work Projects Administration, sa construction, qui se heurte à de nombreuses difficultés, débute en 1933 et s’étale sur une durée de quatre ans, pour s'achever en 1937.
Jusqu'en 1964, c'est le pont suspendu le plus long du monde et il constitue au XXIe siècle le monument le plus célèbre de San Francisco. Il est en outre aisément reconnaissable à sa couleur orange international et à l'architecture de ses deux pylônes. Selon un classement de l'American Society of Civil Engineers, l'ouvrage d'art fait partie des Sept Merveilles du monde moderne.

## Histoire

### La nécessité d'un pont

Les ponts de la baie de San Francisco.

Depuis le début du XXe siècle, et plus précisément depuis la reconstruction consécutive au séisme de 1906, la ville de San Francisco connaissait une certaine prospérité, qui rendait nécessaire le développement des axes de communication, afin d'étendre les possibilités d'échanges et d'approvisionnement. San Francisco est construit au bord de l'océan Pacifique au nord d’une presqu'île bordée par le Pacifique à l'ouest, un détroit d'une largeur d’environ 2 km au nord, le Golden Gate, et la baie de San Francisco à l'est, dont la superficie oscille entre 1 040 et 4 160 km2, selon que l'on compte ou non les criques, les estuaires et les zones humides qui la composent. Le désenclavement de la ville impliquait donc la construction de ponts, à une époque où les transports routiers connaissaient un développement rapide. En outre, au nord du détroit, le comté de Marin offrait des possibilités d'extension urbaine importantes, avec ses nombreux terrains constructibles et ses ressources encore inexploitées.
Des liaisons par bac existaient déjà vers le nord et l'est, avant la construction de ponts routiers comme le pont du Golden Gate ou le Bay Bridge qui lui est contemporain. Cependant, ces derniers étaient toujours saturés et limitaient la circulation des marchandises par rapport à ce que la construction d'un pont routier permettrait de transporter en direction d'autres villes de Californie comme Los Angeles ou Oakland. En outre un ferry assurait la traversée du Golden Gate entre la Hyde Street Pier (jetée de Hyde Street) au pied de la Van Ness Avenue à San Francisco et Sausalito dans le comté de Marin. Mais il devenait de plus en plus nécessaire de construire un pont, ce que l'entrepreneur Charles Crocker envisageait déjà en 1872.

### Un projet colossal

#### Premiers choix
L'idée d'un pont qui traverserait le Golden Gate apparut pour la première fois dans un article du New York Times en 1916. Le projet représentait un véritable défi dans la mesure où le détroit du Golden Gate était réputé pour ses fortes contraintes naturelles : courants dangereux, vents violents ou encore brouillard marin chargé de sel corrosif représentaient des obstacles majeurs à l'érection d'un tel ouvrage. Le nom de l'ouvrage fut définitivement choisi en 1927 par Michael O’Shaughnessy, ingénieur de San Francisco.
Pour pouvoir mener à bien un tel projet, il fallait un excellent ingénieur. Un seul homme répondit à l'appel : un ingénieur d'origine allemande résidant à Chicago, Joseph Strauss. Strauss était spécialisé dans la construction de ponts, puisqu'il comptait quelque 500 ponts à bascule à son actif, mais ses réalisations n’avaient rien à voir avec un projet de l'ampleur du pont du Golden Gate. Pourtant, bien que ne possédant aucune expérience dans le domaine des ponts suspendus, il suggéra de retravailler les plans afin de faire du pont du Golden Gate le pont suspendu le plus complexe, et surtout le plus long jamais construit. Avec un budget de vingt-sept millions de dollars de l'époque, et une force de conviction à la hauteur de son ego, il finit par emporter le marché.

#### L'équipe de conception

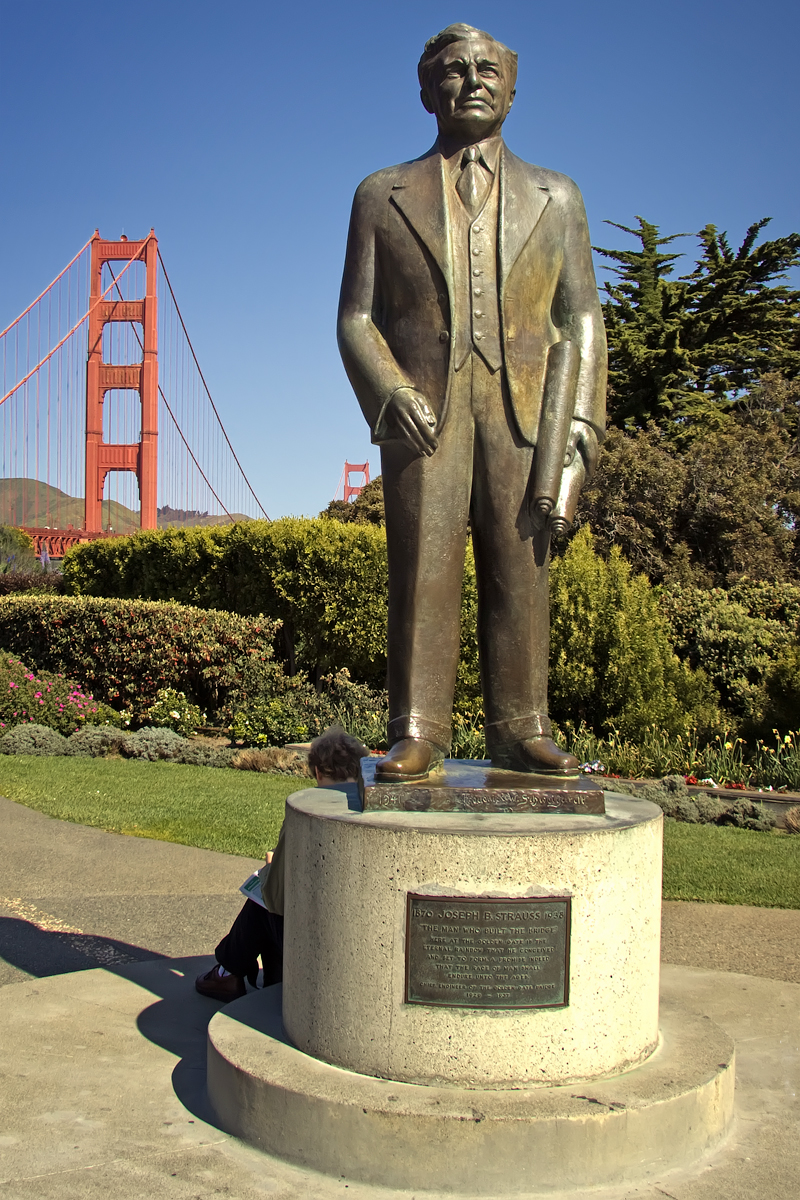
Mémorial de Joseph Strauss.

La passion que développait Strauss pour les ponts remontait à ses années passées à l'université de Cincinnati, et bien qu'étant spécialisé dans la construction de ponts de taille assez limitée, et surtout terrestres, il rêvait de construire « la plus grande chose de ce genre qu'un homme pourrait construire ».
En 1919, Michael O'Shaughnessy, ingénieur de la ville de San Francisco approcha Strauss pour l'inciter à construire « son » pont par-dessus le Golden Gate, à l’endroit où les eaux turbulentes de la baie de San Francisco et de l'océan Pacifique se rencontrent, et où les remous atteignent une vitesse de 95 km/h. Strauss fut ravi de cette occasion de réaliser son rêve et il travailla sans relâche à partir de 1921 à la conception des plans du pont. Cependant, ses premières esquisses ne rencontrèrent pas immédiatement le succès, c'est pourquoi il passa plus d'une décennie à tenter d'obtenir des soutiens, notamment dans le reste de la Californie. Toutefois, la persévérance de Strauss lui permit d’imposer finalement son projet. Le dessin initial de l'ingénieur traduisait déjà le caractère imposant du futur ouvrage : il comprenait deux cantilevers, un de chaque côté du tablier principal, suspendu à 67 mètres au-dessus de l'eau.
Afin de compenser sa relative inexpérience dans le domaine de la construction de ponts suspendus, Strauss s'entoura d’une équipe de spécialistes. Il fit ainsi appel à plusieurs architectes et ingénieurs de renom pour donner de la crédibilité à un projet qui semblait quasiment irréalisable. Strauss fit dans un premier temps appel à Charles Alton Ellis, professeur de génie civil. Bien que ne possédant pas de diplôme d'ingénieur, Ellis apporta au projet sa caution scientifique, puisqu'il fut chargé des calculs relatifs à la construction du pont. Par la suite, Strauss engagea Leon Moisseiff, ingénieur en génie civil réputé comme le plus grand concepteur de ponts du pays à l'époque, après avoir réalisé notamment le pont de Manhattan à New York. Ensemble, Moisseiff et Ellis repoussèrent les limites du techniquement possible, notamment grâce aux deux pylônes du pont, qui s’élèvent à plus de deux cents mètres au-dessus de l’eau. Enfin, Strauss contacta Irving Morrow, architecte de San Francisco, pourtant spécialisé dans la construction de maisons. Morrow réalisa les différentes sculptures art déco du pont, et fut également à l’origine du choix de la couleur « orange international » qui habille le pont, et le rend reconnaissable entre tous.

#### Oppositions au projet

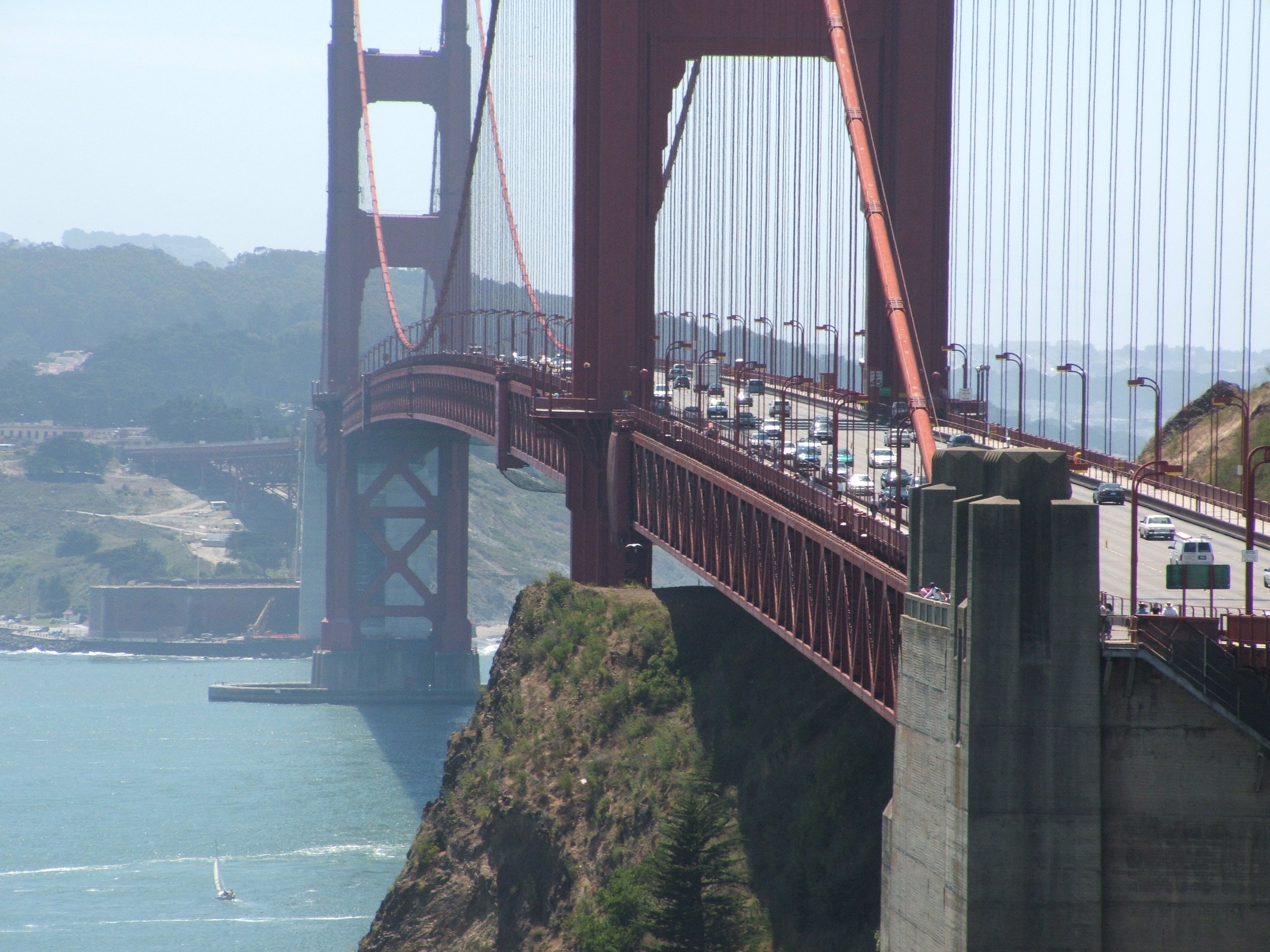
Le pont, qui constitue aujourd'hui une véritable passerelle au-dessus du détroit du Golden Gate, a suscité un vif débat lors de sa construction.

Malgré la nécessité pour la ville d'ouvrir une voie de communication vers le nord, Joseph Strauss dut faire face à de très nombreuses oppositions à la réalisation de son projet, et donc du rêve de sa vie. La première critique qui fut formulée concernait le prix du projet, que Strauss estimait à 25 millions de dollars, (l'équivalent de 320 millions de dollars de 2017) soit un prix équivalent aux deux tiers de la valeur de toutes les propriétés de la ville de San Francisco. Lors de l'été 1929, huit ans après la présentation des premiers plans de Strauss, la ville fit appel au gouvernement Hoover pour l'aider à financer le projet. Mais quelques mois plus tard, les krachs du 24 octobre puis du 29 octobre plongèrent le pays, puis le monde dans une crise sans précédent, et le gouvernement dut renoncer au financement du projet. Il fallut ainsi faire appel aux autorités locales pour que le pont puisse être construit, ce qui impliquait de faire supporter un coût énorme à la communauté. La critique qui fut alors émise concernait la charge financière pour les habitants de la ville qui se trouvaient déjà endettés en pleine période de crise. En effet, les autorités de la ville avaient peur que le péage du pont ne puisse pas amortir l'investissement, et que la dette publique devienne ainsi insupportable. Le conseil d’administration s’opposa donc fermement au projet de Strauss qui n'hésita pas à recourir à des pots-de-vin, distribués par l’intermédiaire de H. H. « Doc » Meyers. La résistance des officiels s’effaça ainsi progressivement.
La construction du pont se heurta également à l'opposition des compagnies maritimes (notamment des ferries) ainsi que des militaires. Les exploitants du Golden Gate Ferries, propriété de la compagnie la plus puissante de Californie, la Southern Pacific craignaient que l'ouverture d’un pont leur fasse perdre une partie de leur clientèle. Quant à l'opposition des militaires, elle tient au fait que les deux rivages situés de chaque côté du détroit du Golden Gate étaient la propriété de l'armée américaine ; la construction du pont laissait donc craindre une perturbation des opérations militaires qui étaient fréquemment menées dans la zone. En outre, il se posait aussi la question des conditions de la construction : l'établissement de la structure elle-même serait périlleux, mais il faudrait aussi que le pont soit en mesure de résister aux conditions extrêmes auxquelles il allait être confronté une fois en service : vents violents, corrosion par les eaux salées, sans oublier le risque sismique.

#### Cession des terrains militaires
En mai 1924, une requête d'utilisation du terrain pour construire le pont du Golden Gate fut adressée au ministre de la guerre. Le colonel Deakyne, au nom du ministre de la Guerre, accepta de fournir les terrains qui, bien qu’étant la propriété du gouvernement, étaient nécessaires à la construction de la structure et des routes y menant. Les terrains furent remis à la Bridging the Golden Gate Association et aux comtés de San Francisco et de Marin en attendant des plans plus avancés de Strauss.

#### La question du financement

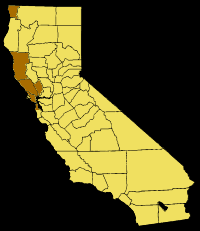
Carte de Californie présentant les comtés qui ont participé au financement du pont du Golden Gate.

La construction du pont devait avoir des conséquences positives sur le développement de la ville, mais le risque de voir les impôts augmenter inquiétait les habitants de San Francisco. En conséquence, seuls six comtés sur les vingt et un de la zone acceptèrent de financer le projet, et les quinze autres se retirèrent en 1926. Il ne resta alors que le comté de San Francisco, le comté de Marin (situés aux deux extrémités du futur pont) ainsi que les comtés de Napa, Sonoma, Mendocino et Del Norte. C'est dans ce contexte que, le 4 décembre 1928, le Golden Gate Bridge and Highway District fut investi en tant qu’entité responsable de la conception, de la construction, et du financement du pont du Golden Gate. Strauss ne possédait cependant pas la majorité nécessaire car la formation d’un district nécessitait une majorité de 10 % parmi les différents comtés et il dut trouver d'autres moyens de financement. Il proposa ainsi l'émission d'obligations, et le 4 novembre 1930, les électeurs approuvèrent l’émission de titres pour 35 millions de dollars,.
L'émission des titres de financement ne fut cependant pas le dernier obstacle : il fallait également trouver une banque qui accepterait les obligations, à une période où les Américains connaissaient un chômage de masse pendant la Grande Dépression. Cependant, grâce à l’intervention d’Amadeo Giannini, créateur de la Bank of Italia devenue plus tard la Bank of America, la construction put enfin débuter, après treize années de complications et d’obstacles. En fin de compte, le projet coûta plus de 27 millions de dollars, et sa construction fut à son tour marquée par de nombreuses péripéties.

### Une construction complexe
Les travaux débutèrent le 5 janvier 1933, sous les auspices du Public Works Administration (PWA) puis à partir de 1935 du Work Projects Administration (WPA), programmes lancés à l'initiative du président Franklin D. Roosevelt dans le cadre de sa politique de grands travaux. Il s'agissait de créer des emplois dans les travaux publics, payés par les fonds fédéraux afin de réduire les effets de la Grande Dépression qui avait plongé le pays dans la crise.

#### Travaux subaquatiques

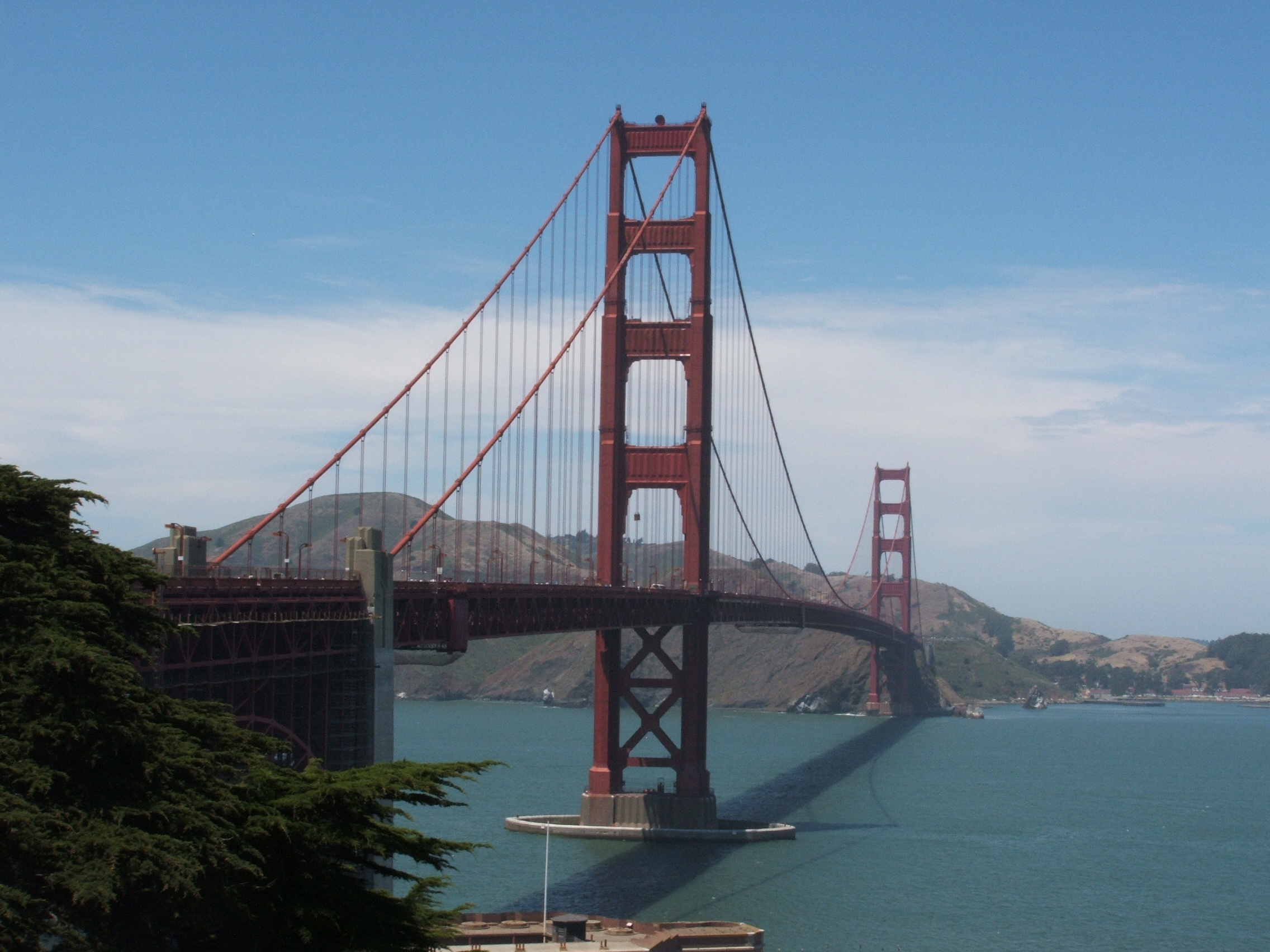
Vue globale du pont suspendu, avec au premier plan la pile qui soutient la première tour, haute de 227 mètres.

Les premiers travaux de préparation à la construction du pont nécessitèrent l'intervention de plongeurs. Le travail de ces derniers était rendu très périlleux par les courants contraires qui circulent dans le détroit. En effet, à marée montante, lorsque les eaux salées de l'océan Pacifique entrent en contact avec les eaux douces de la baie de San Francisco, les flots circulent de façon simultanée dans deux directions contraires : l'eau douce plus légère se dirige vers le large, alors que l'eau de mer, plus dense et plus froide en profondeur pénètre dans la baie. Les plongeurs doivent donc trouver le moyen d’évoluer dans les courants violents et les remous pour atteindre le fond du détroit à environ 30 mètres. Une fois ces difficultés surmontées, ils avaient recours à des charges de dynamite, acheminées vers les profondeurs du détroit par de gigantesques tubes d'acier. L'équipe de construction parvenait ainsi à faire sauter la roche de base, située trente mètres sous le niveau des eaux. Certaines détonations de dynamite entraînaient la remontée brutale de dizaines de poissons vers la surface, et parfois même jusqu'aux côtes. Les scaphandriers ont donc joué un rôle majeur dans les travaux initiaux du chantier colossal de la structure, en descendant les poutres et les panneaux de béton sous l'eau, et en les installant, tout cela en travaillant à l'aveugle dans des eaux glacées et boueuses. Une fois ce travail préliminaire achevé, les travaux en surface purent débuter.

#### Les travaux de fondation

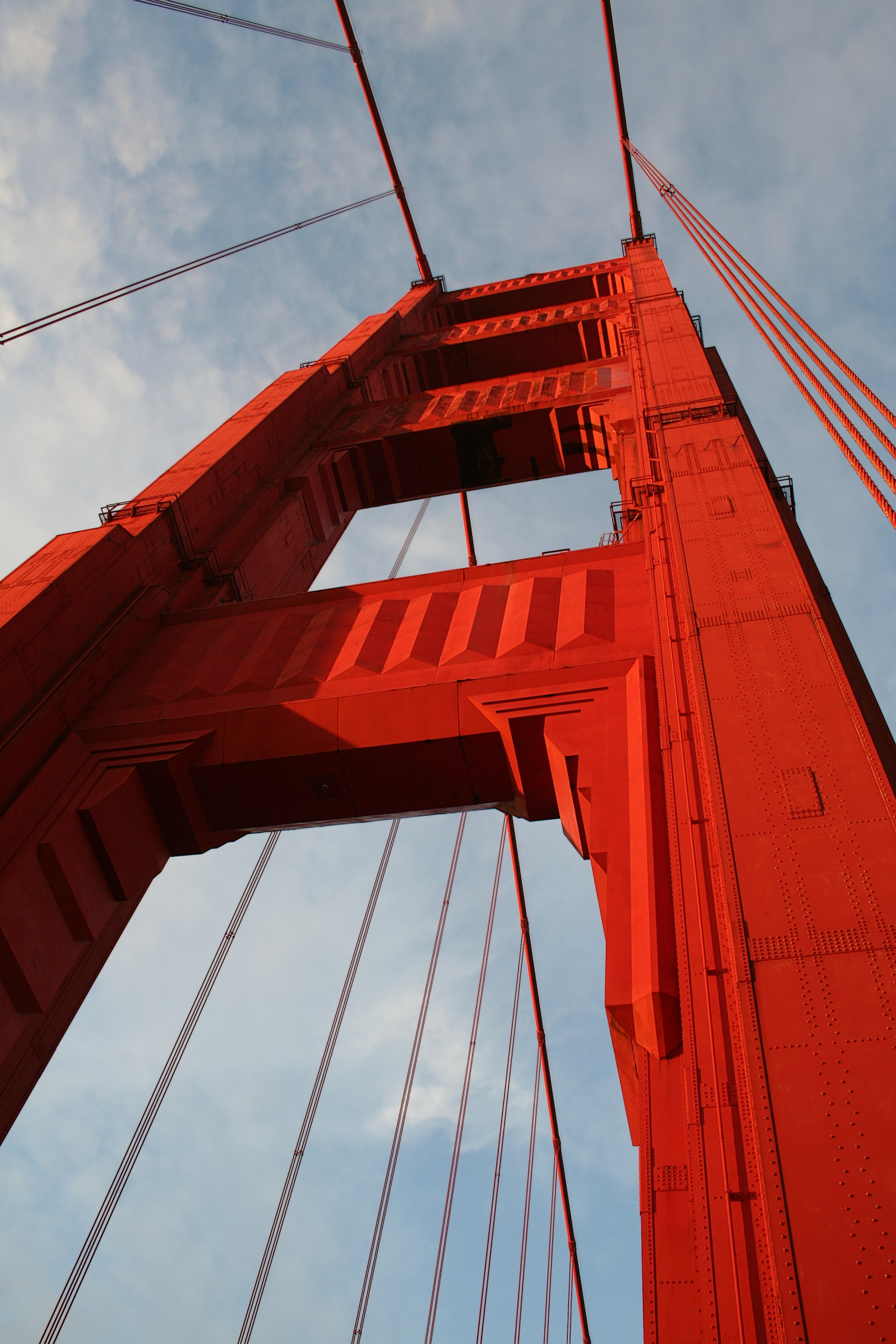
Le pilier sud du pont.

La première tour du pont suspendu fut la plus délicate à construire, étant donné que sa base devait être placée au fond des eaux du Golden Gate, sur une roche travaillée et terrassée grâce à la dynamite utilisée par les plongeurs. Mais en surface, les eaux déchaînées rendaient difficile l’utilisation des barges et du matériel flottant. Pour pallier ce problème, on décida de construire une jetée en bois d'une longueur de plus de 330 mètres, qui constitua d’ailleurs le premier pont jamais érigé sur un océan ouvert. Une fois la jetée achevée, les outils comme les hommes pouvaient circuler librement entre le rivage et le chantier du premier pylône du pont. Cependant, les éléments vinrent une nouvelle fois contrarier les plans de Joseph Strauss : en août 1933, un cargo qui partait en direction du large s'écarta de sa trajectoire de six cents mètres en raison du brouillard estival très dense, tombé soudainement, et percuta la jetée nouvellement construite. Deux mois plus tard, les ingénieurs décidèrent de reconstruire la jetée, mais au mois d’octobre, une violente tempête s'abattit sur le détroit du Golden Gate, et fit à nouveau s'écrouler la plate-forme. Le 14 décembre, une tempête encore plus violente détruisit de nouveau la digue, reconstruite pour la troisième fois. Mais les ingénieurs ne renoncèrent pas malgré l'acharnement des éléments et, cinq mois plus tard, en mai 1934, une nouvelle jetée fut érigée, enfin parée à toutes les éventualités.
Le plan hardi de Joseph Strauss nécessitait la mise en place dans les eaux de la baie d'un gigantesque anneau de béton de plusieurs dizaines de mètres de profondeur reposant sur la roche, anneau entourant l'endroit où la première fondation devait être établie. Ceci d'abord pour mettre à sec le socle rocheux sur lequel serait construite la pile du pont, et ensuite - une fois le pont terminé - pour protéger la pile du pont de collisions ultérieures par des bateaux. D'immenses blocs de béton acheminés sur le chantier furent alors placés sur les fonds marins préparés par les explosifs des plongeurs, puis empilés et assemblés. Une fois ces blocs scellés, un immense réservoir cylindrique allant du fond du Golden Gate à la surface des eaux, et protégé par un ceinturage matérialisait les fondations de la future tour du pont. Une fois que le réservoir dont la taille était équivalente à celle d'un terrain de football fut rendu étanche, les 35,6 millions de litres d’eau qu’il renfermait furent pompés. Les ouvriers versèrent alors dans le ceinturage quelque 100 000 m3 de béton, qui allaient constituer les futures fondations du pont suspendu. Pour pouvoir l'étaler de façon uniforme, les ouvriers étaient contraints de travailler avec du béton jusqu'aux genoux. Le 3 janvier 1935, la base du futur pylône fut achevée : elle était alors la plus grande jamais construite, et culminait à treize mètres au-dessus des flots.

#### Entrée dans le vif du sujet

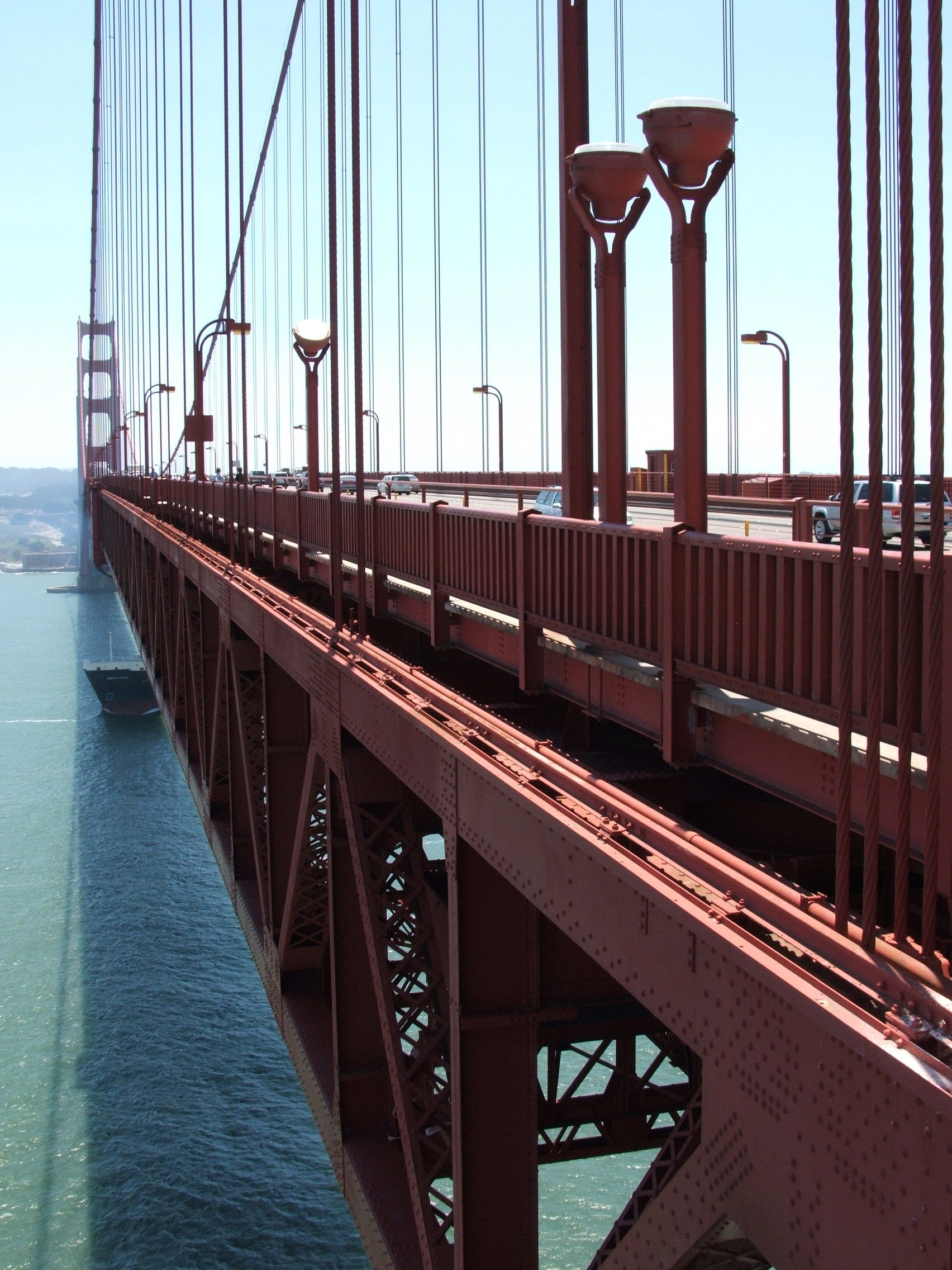
La structure en acier du pont du Golden Gate et ses milliers de câbles, mis en place en un peu plus de six mois.

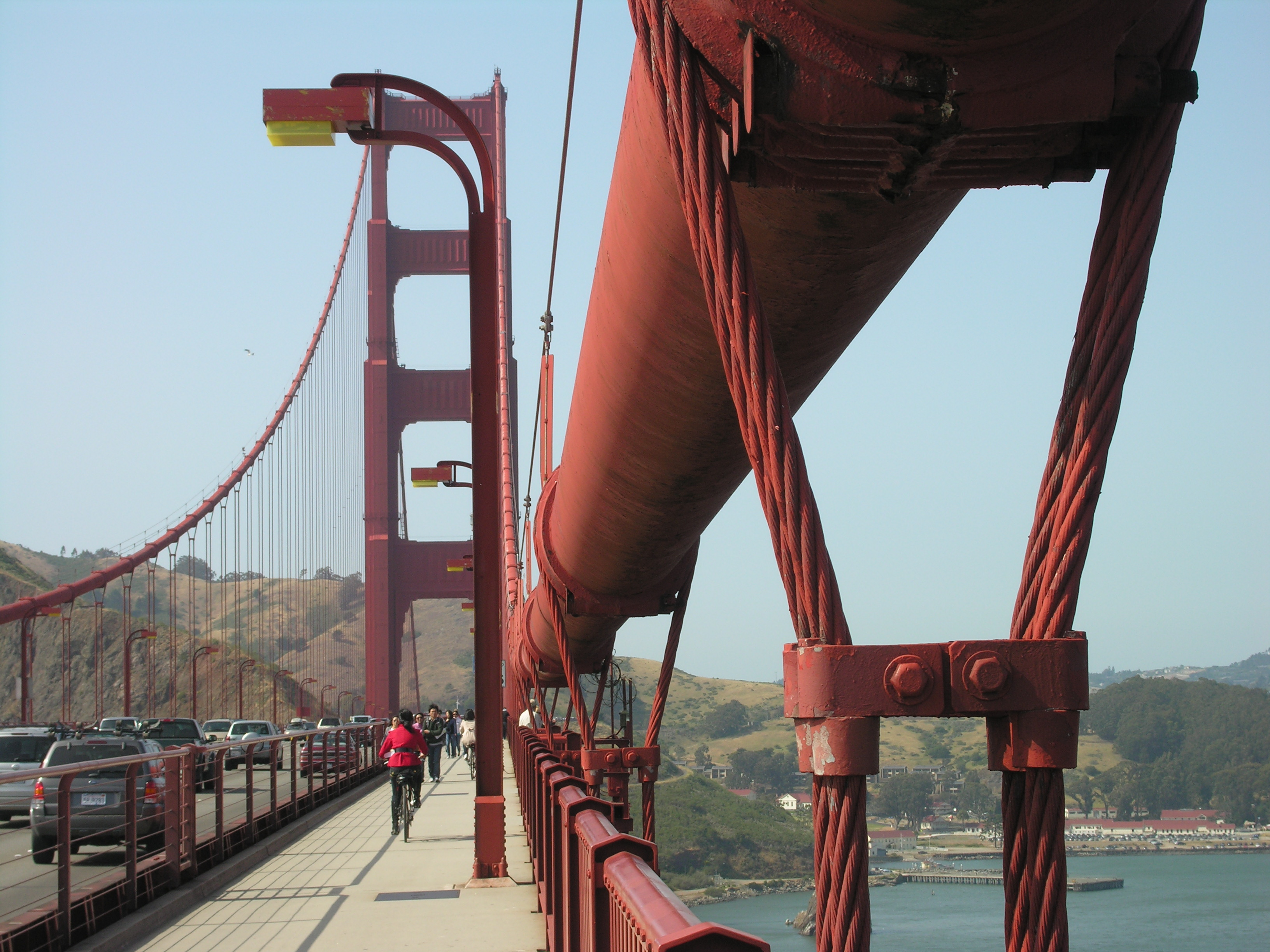
Détail de la suspension du pont du Golden Gate.

Une fois les premiers travaux terminés, avec notamment la mise en place des bases des deux pylônes du futur pont, Charles Ellis et Leon Moisseiff purent commencer la construction des pylônes de 227 mètres, qui repoussaient les limites du techniquement possible de l'époque. Pour réaliser cet ouvrage très précis, ils firent appel à des charpentiers métalliques (en anglais, ironworkers) qui officiaient sur divers chantiers dangereux à travers le monde. Ces « hommes du pont », comme ils aiment être appelés ne purent résister à l'idée d'être engagés dans la construction du plus grand pont suspendu du monde. En conséquence, Joseph Strauss put rapidement embaucher d'excellents professionnels. La construction du pylône nord, situé dans le comté de Marin, et baptisé en conséquence Marin Tower fut terminée en l'espace de onze mois (travaux préliminaires compris), entre novembre 1933 et octobre 1934. Quant à l’autre pylône, baptisé San Francisco Tower, il fut achevé en six mois, entre janvier et juin 1935. La différence dans la durée s’explique par le fait que les fondations du pylône sud furent beaucoup plus difficiles à réaliser, étant donné la multiplication des aléas naturels.
En juin 1935, les deux pylônes du pont du Golden Gate, dépassant chacun le niveau de la mer de plus de deux cents mètres, étaient donc terminés. Les premiers câbles d'acier (baptisés catwalk cables) furent alors mis en place au mois de juillet pour relier les deux pylônes. Pendant cette période, le budget de construction devint tout juste suffisant pour permettre de continuer les travaux, c'est pourquoi l'entreprise Roebling and Sons fut engagée pour achever la pose des câbles, dans un délai de quatorze mois. Ainsi, pendant six mois, d'octobre 1935 à mars 1936, les câbles de suspension du pont furent mis en place et, grâce à une technique permettant d'optimiser le temps de pose, les travaux purent être accélérés à tel point que le 20 mai 1936, le dernier câble fut posé, orné de drapeaux pour fêter l'événement : le filage des câbles était terminé huit mois avant la date prévue.
Les travaux finaux commencèrent au mois de juin 1936, avec la pose des plaques d'acier sur lesquelles seraient établies les futures voies de circulation. Le tablier fut ainsi achevé en novembre et, au mois de janvier 1937, débutèrent l'ornementation des divers éléments du pont, sous la direction de Irving Morrow, puis la finalisation de la structure, qui avait déjà acquis sa forme définitive. En avril 1937, la construction du plus grand pont du monde était terminée.

### Inauguration du plus grand pont du monde

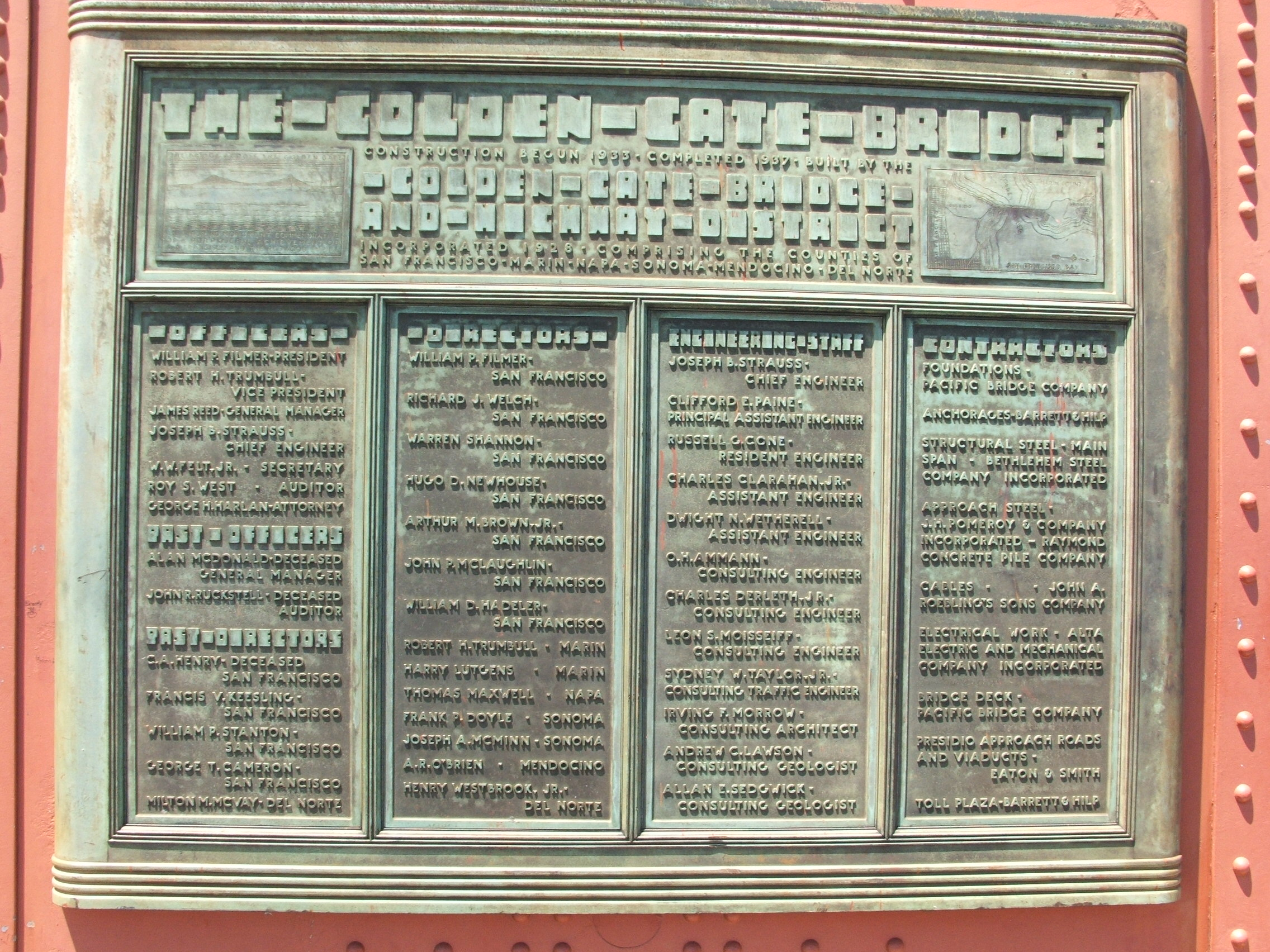
Plaque commémorative de la construction du pont du Golden Gate. On y retrouve les noms de Joseph Strauss, Leon Moisseiff, Charles Ellis et Irving Morrow.

Les travaux de construction du pont du Golden Gate s'achevèrent officiellement en mai 1937, après plus de quatre années de péripéties et de mésaventures. L'inauguration de l'ouvrage eut lieu le 27 mai, qui fut déclaré officiellement « journée des piétons » (Pedestrian Day). La ville de San Francisco se trouvait alors en émoi, la plupart des magasins de la ville étaient fermés, et ceux qui étaient restés ouverts l'étaient avec un personnel très limité. Dès six heures du matin, dix-huit mille personnes se rassemblèrent de chaque côté du pont, afin d'en effectuer la première traversée, et quand l'heure tant attendue arriva, les cornes de brume retentirent, et les barrières s'ouvrirent, laissant des milliers de personnes, pour la plupart des lycéens ou des jeunes, se ruer sur le pont nouvellement bâti. Plusieurs personnes se manifestèrent lors de l'événement, en tentant de se mettre en avant lors de cette inauguration historique qui « paralysa » pendant une journée l'activité de l'une des villes les plus peuplées du pays. Ainsi, Donald Bryan, athlète du San Francisco Junior College, fut par exemple le premier à traverser la totalité du pont, alors que Florentine Calegari fut la première à en réaliser la traversée aller-retour sur des échasses.
Alors que la journée du 27 mai fut consacrée aux piétons, qui furent plus de deux cent mille à se déplacer, le 28 mai marqua l'ouverture officielle du pont suspendu aux véhicules à moteur. C'est lors de cette journée que Franklin Delano Roosevelt, le président de l'époque, annonça via un bouton qu'il pressa depuis Washington l'ouverture du pont au monde entier. En quelques heures, 1 800 voitures traversèrent le pont du Golden Gate, et en fin de journée, on dénombrait 32 000 voitures et 19 000 piétons qui s'étaient acquittés du droit de passage pour réaliser la traversée entre San Francisco et le comté de Marin, qui étaient enfin reliés. La soirée du 28 mai fut également marquée par un immense feu d'artifice, donné en l'honneur du travail accompli par Joseph Strauss.

## Strauss et la sécurité de ses employés
Un chantier de l'ampleur de celui du pont du Golden Gate présentait des dangers pour les ouvriers, contraints de travailler au-dessus du vide pour réaliser certaines parties de l'édifice. En moyenne, à l'époque, un accident mortel était recensé pour chaque million de dollars dépensé sur un chantier de cette envergure. Mais pour l'ingénieur en chef du pont, Joseph Strauss, les quelque vingt millions de dollars dépensés pour la construction ne devaient pas être synonymes de vingt morts parmi ses employés. Des centaines de milliers de dollars furent ainsi investis pour assurer la sécurité des ouvriers, en premier lieu celle des charpentiers métalliques, qui prenaient tous les risques sur les chantiers.

### Mesures de dissuasion et de prévention

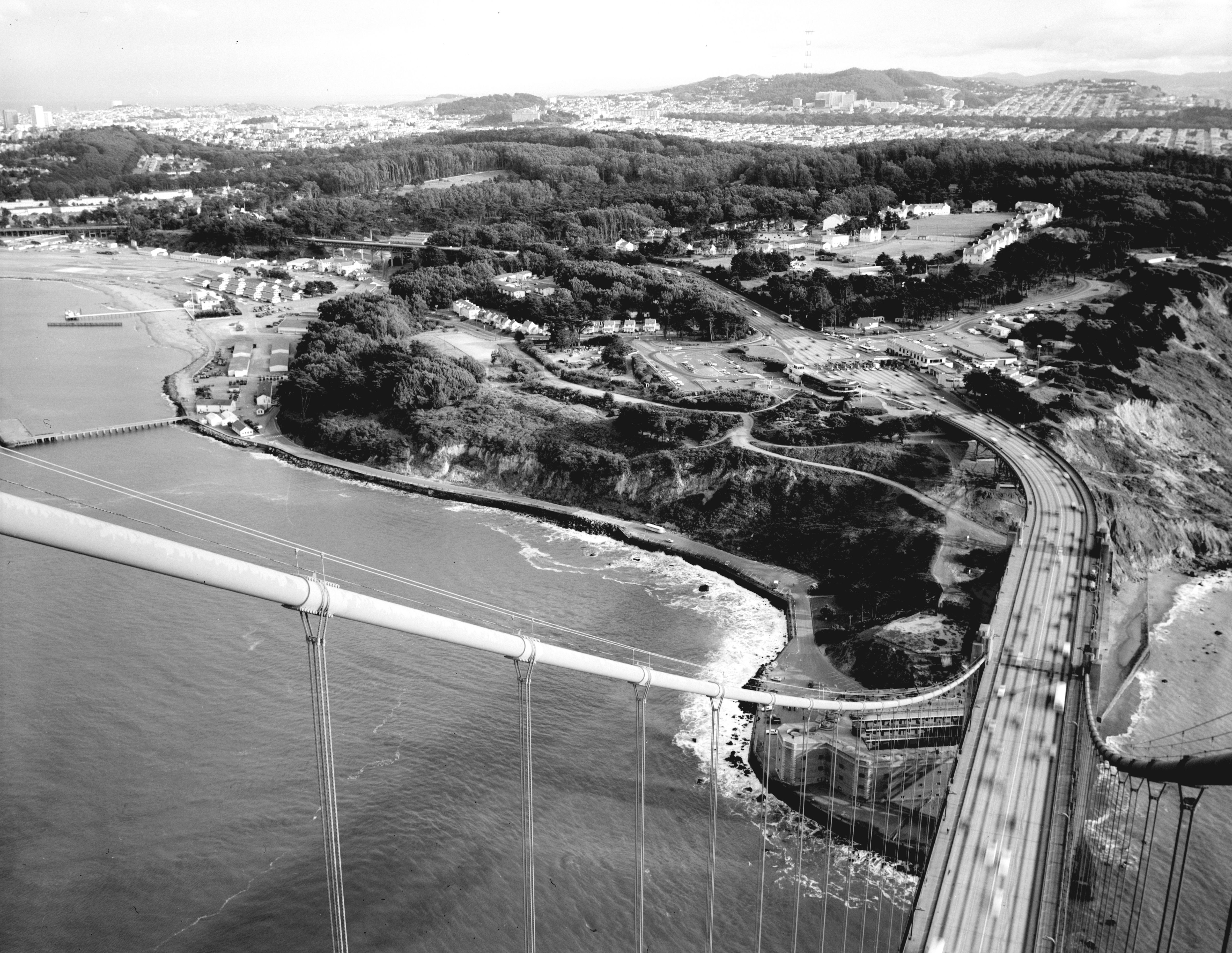
Vue depuis le sommet de la tour sud, en 1984.

Dès le début du chantier, Strauss imposa le port du casque et d'un câble de sécurité à tous ses employés. C'est l'ingénieur Russell Cone qui était chargé de contrôler le respect des règles de sécurité chez les ouvriers. Il était donc chargé de vérifier que les employés portaient bien leur casque rigide. En outre, le fait de boire ou de se lancer volontairement dans des « cascades » était un motif de renvoi. Cone remplit ainsi sa mission de manière sévère, mais efficace. De son côté, Strauss imagina même des protections contre le soleil pour ses employés, ainsi qu'un remède à base de chou, pour lutter contre la gueule de bois, étant donné que ses ouvriers étaient aussi actifs au travail qu'après. Cependant, les innovations les plus marquantes dans le domaine de la sécurité arrivèrent plus tard.
En 1936, alors que les premiers retards ralentissaient le chantier, Strauss décida d'investir 130 000 $ dans un élément de sécurité à toute épreuve : un immense filet de sécurité, semblable à celui utilisé dans les cirques, qui pourrait recevoir à la fois les ouvriers maladroits ou malchanceux, et d'éventuels objets qui seraient tombés pendant la construction. Le filet était placé en suspension sous la travée en construction, à plusieurs dizaines de mètres au-dessus de l'eau. Cet élément nouveau dans la construction eut un impact très positif, et justifia amplement les coûts consentis pour son acquisition : non seulement il sauva la vie de dix-neuf personnes (qui créèrent même un club baptisé Halfway-to-hell c'est-à-dire « À mi-chemin de l'enfer ») mais il eut également un effet très positif sur la confiance des ouvriers, et la vitesse d'avancement des travaux, à tel point que les chefs de chantier menacèrent de renvoyer les employés qui se jetaient dans le filet pour s'amuser. Le pari de Strauss semblait donc fonctionner mais ses innovations ne prévenaient pas tous les accidents.

### Accidents
Jusqu'en 1936, un seul accident avait entraîné la mort d'un ouvrier : celle de Kermit Moore le 21 novembre 1936. Grâce à la réussite de son filet, l'entreprise J. L. Stuart Company qui l'avait conçu déposa un brevet. Cependant, le 16 février 1937, un terrible accident eut lieu, qui remit en question l'infaillibilité du filet. Alors qu'une équipe de onze hommes était en train de travailler sur une plate-forme à proximité du pylône nord, une partie de celui-ci s'écroula sur le filet, où deux autres ouvriers étaient occupés à ramasser des débris. La structure de cinq tonnes fut retenue dans le filet mais, confronté à un tel poids, ce dernier finit par rompre, dans un vacarme similaire à des tirs de mitraillette. Un des ouvriers, Tom Casey était parvenu à se raccrocher à une poutre avant d'être secouru, mais ses onze camarades tombèrent à pic dans les eaux glaciales du Golden Gate. Un seul d'entre eux survécut, Slim Lambert, le contremaître de l'équipe. Celui-ci, alors âgé de vingt-six ans, parvint à s'extirper du filet sous l'eau et s'en sortit avec des côtes, des vertèbres ainsi que le cou blessés. Les dix autres employés moururent, soit des suites du choc, soit par noyade. Au cours de la construction du pont, 30 ouvriers sont tombés dans le précipice.

## Caractéristiques
La couleur du pont, orange international, a été choisie pour être en accord avec les paysages environnants. Le pont peut se balancer de plus de deux mètres pour résister à des vents de 160 km/h, il compte six voies de circulation ouvertes au trafic automobile et deux allées réservées aux piétons de chaque côté du pont.

### Ouvrage hors normes

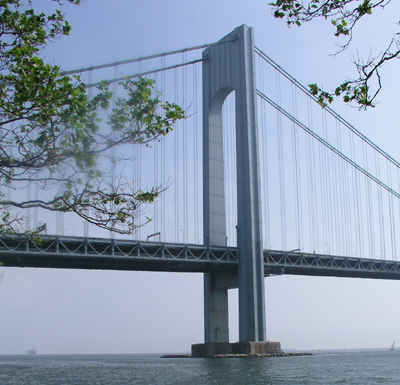
Le pont Verrazano-Narrows de New York, successeur du Golden Gate Bridge.

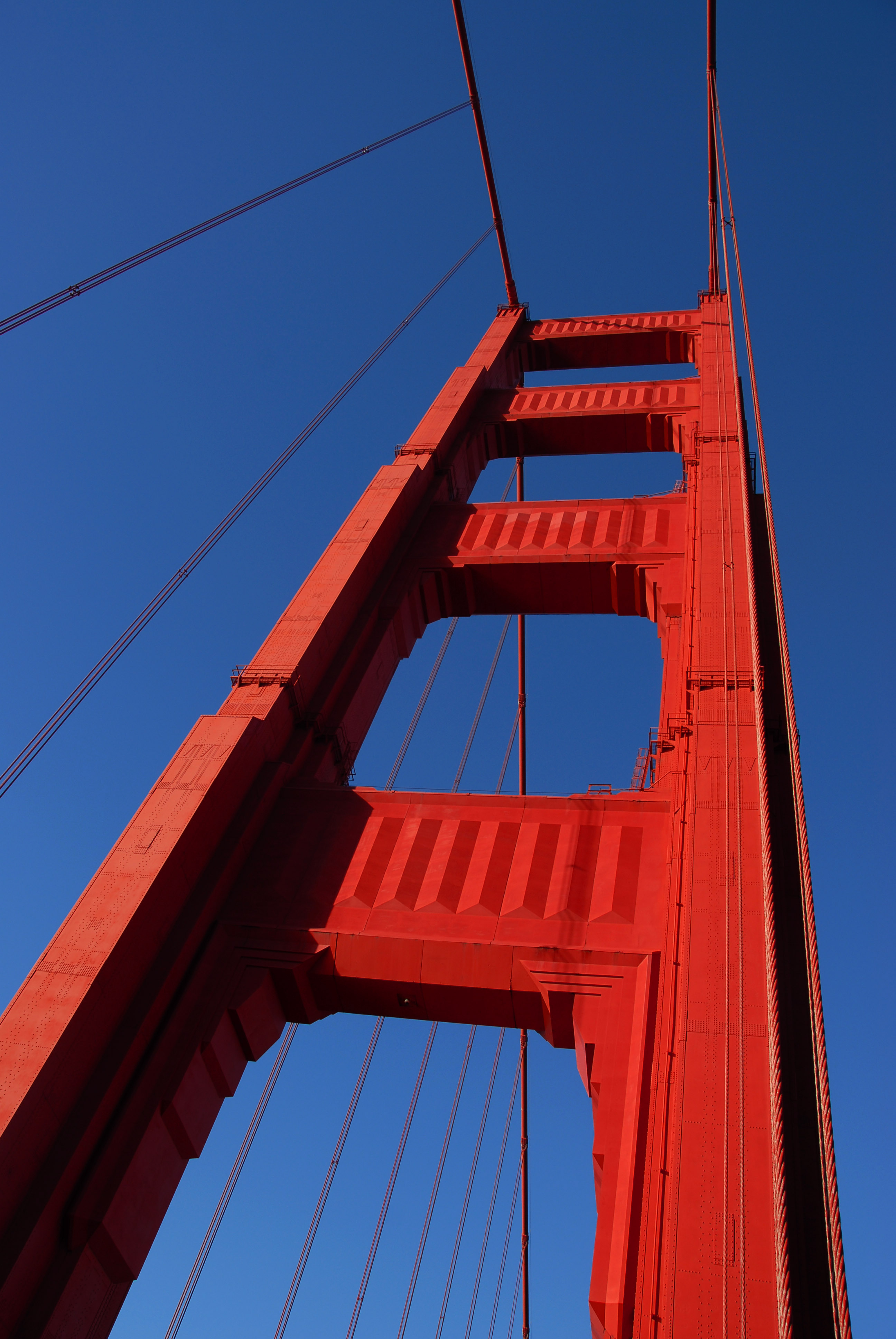
Détails des poteaux du Golden Gate.

Lors de son inauguration en mai 1937, le pont du Golden Gate était le pont suspendu dont la portée maximale était la plus élevée, avec 1 280 mètres entre ses deux pylônes. Le titre était jusqu'alors détenu par le pont George-Washington à New York, achevé en 1931, et dont la portée maximale était de 1 067 mètres. En termes de longueur, le Golden Gate mesure 1 970 m (1,22 mile), et les deux pylônes culminent à 230 m au-dessus des eaux du détroit du Golden Gate. Le pont du Golden Gate est ainsi longtemps resté le pont suspendu le plus long du monde avant d'être supplanté par les 4 176 m (portée de 1 298 m) du pont Verrazano-Narrows à New York en 1964, et ses deux pylônes restèrent pendant de nombreuses années les plus hauts du monde. Le pont fait en outre partie des sept merveilles du monde moderne selon un classement établi par l'American Society of Civil Engineers. Toutefois, il ne figure pas dans le récent classement des Sept nouvelles merveilles du monde dont il était pourtant l'un des vingt et un nommés. Il n'en est pas moins l'un des ponts les plus célèbres et reconnaissables du monde.
Le pont du Golden Gate est en outre un point de passage routier de premier ordre, qui permet de relier la ville de San Francisco aux autres grands centres de la Californie. D'une largeur de 30 m, il offre six voies de circulation ouvertes au trafic automobile et deux allées réservées aux piétons de chaque côté. Les plots centraux entre les voies de circulation peuvent même être déplacés en fonction du trafic routier. L'allée côté est est réservée aux piétons et l'allée ouest aux cyclistes (sauf en période de travaux). Ces deux allées sont fermées du soir à l'aube.

Élévation simplifiée du pont du Golden Gate (remarque : les pylônes sont en réalité immergés à plusieurs dizaines de mètres sous l'océan).

### Utilisation d'acier et de béton

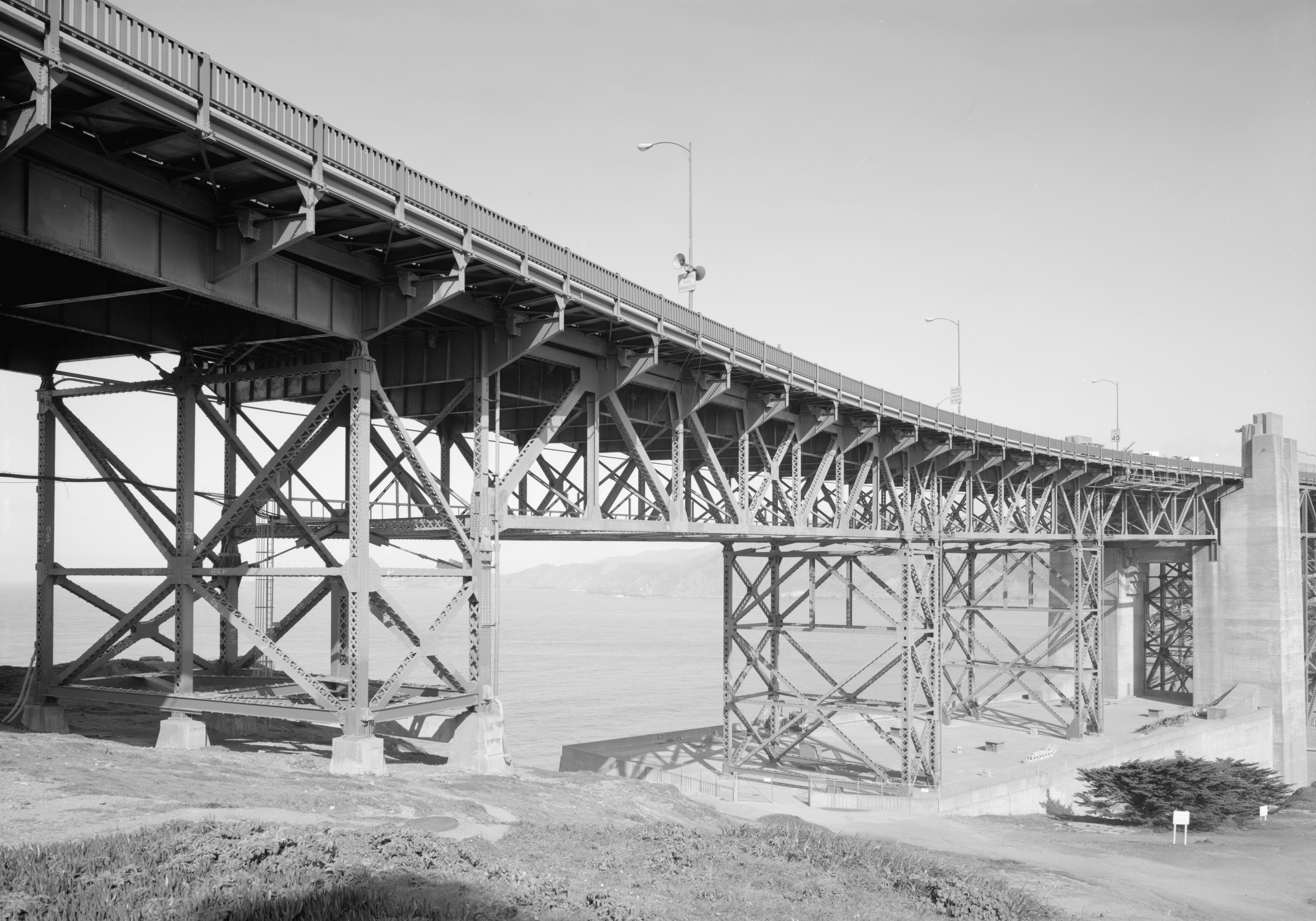
Acier et béton : les deux matériaux principaux du pont du Golden Gate.

Comme pour toute construction de grande envergure, le chantier du pont du Golden Gate a nécessité l'emploi de quantités très importantes de béton. Les travaux sous-marins d'excavation, puis la construction des deux piles qui supportent les deux pylônes furent les travaux qui demandèrent le plus de béton : 139 160 m3 furent coulés pour les réaliser, et 99 400 tonnes servirent à la construction des jetées, et du ceinturage qui permit la construction de la pile sud. Par la suite, la construction des voies d'accès nécessita à son tour 21 800 m3 de béton.
L'acier est le composant principal de la structure du pont du Golden Gate. Celui qui fut utilisé dans la construction des éléments du pont, en particulier des deux pylônes, provenait de la côte est des États-Unis. Il avait été fabriqué dans des aciéries de Trenton dans le New Jersey, de Sparrows Point, dans le Maryland, et dans trois fabriques situées en Pennsylvanie, à Bethlehem, Pottstown et Steelton. Une fois produit, l'acier était chargé sur des trains en direction de Philadelphie, avant d'embarquer sur des cargos qui l'acheminaient vers San Francisco en passant par le canal de Panama. L'embarquement de l'acier était en conséquence planifié, en fonction des besoins et de l'avancement du chantier. Au total, plus de 75 000 tonnes d'acier furent employées dans la réalisation du pont : 40 280 tonnes d'acier et environ 1 200 000 rivets furent employées dans la réalisation des deux pylônes, alors que la structure suspendue sur laquelle les voies de communication sont construites en nécessita 21 772 tonnes. En outre, 3 991 tonnes furent utilisées pour les fondations et 9 250 tonnes pour les diverses voies d'accès à la structure. À titre de comparaison, la structure seule de l'Empire State Building à New York nécessita 60 000 tonnes d’acier.

### Couleur orange

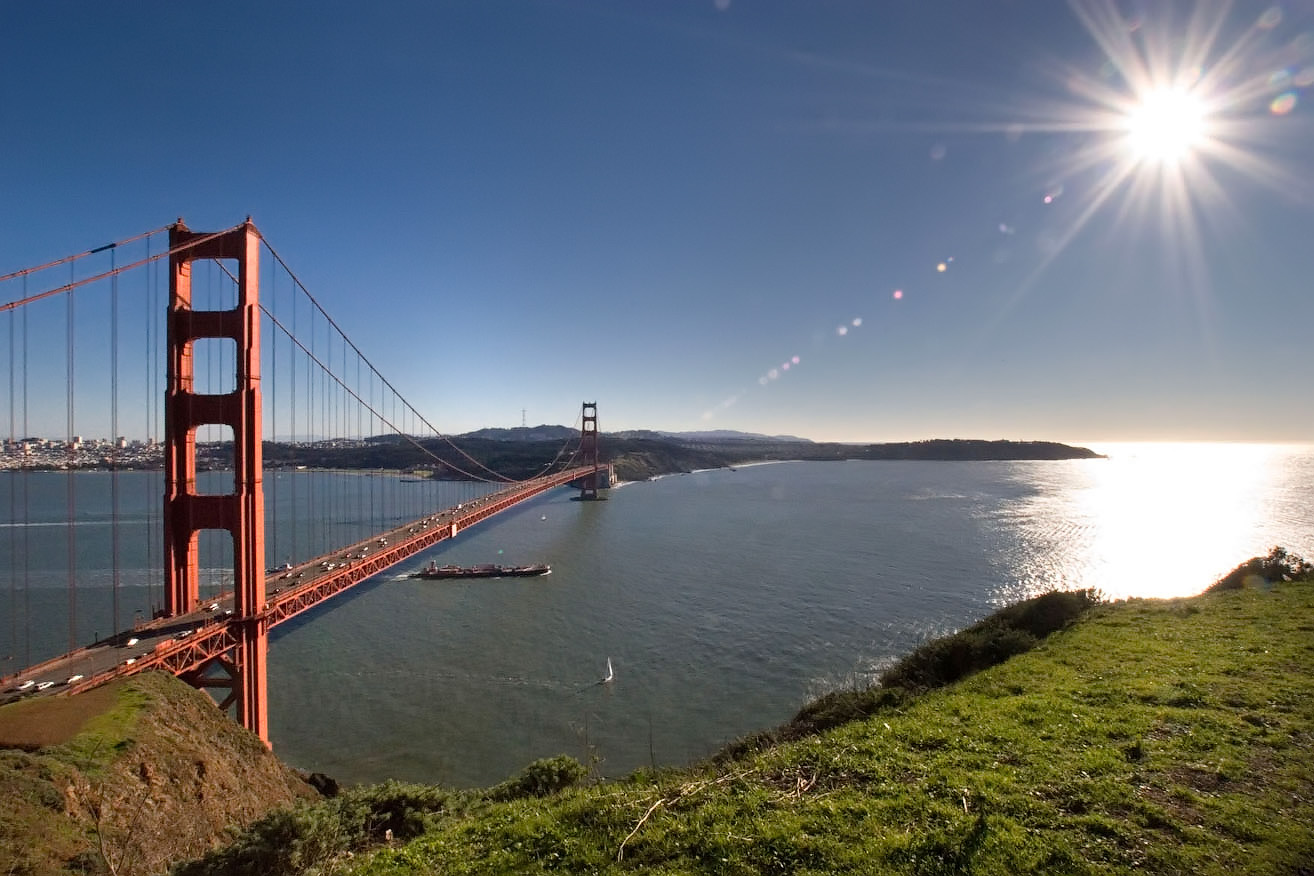
La couleur orange, choisie par Irving Morrow fait du pont du Golden Gate l'un des ponts les plus reconnaissables du monde.

Le pont du Golden Gate est peint, depuis sa construction, en orange, et plus précisément en orange international. Le choix de cette couleur est dû à Irving Morrow, qui rencontra pourtant de vives critiques de la part des officiels, qui trouvaient l'idée ridicule. Les autres peintures proposées, à savoir le gris acier (proche de celui du Bay Bridge voisin), la couleur aluminium ne furent pas retenues, Morrow jugeant que l'orange s'accordait parfaitement avec les divers éléments de la baie. L'United States Navy avait même proposé de peindre le pont en jaune, avec des rayures noires pour faciliter la visibilité depuis des navires traversant la baie, mais Morrow ne renonça jamais à son idée première, et le pont fut peint en orange, ce qui constitue d'ailleurs l'un de ses traits les plus caractéristiques.
La pose et l'entretien de la peinture constituent le principal travail de maintenance du pont du Golden Gate. La peinture a en effet pour but de le protéger contre le sel contenu dans l'air, qui favorise le développement de la rouille, ce qui fragilise l'acier. La question de l'entretien de la peinture est sujette à diverses polémiques : pour certains, la peinture est remplacée tous les sept ans, alors que pour d'autres, le travail de rénovation de la peinture est permanent. En réalité, le pont a été peint à l'origine avec une épaisse couche de peinture à base de plomb, qui n'a pas été retouchée en profondeur pendant vingt-sept ans. Mais, en 1968, l'état de corrosion avancé de la structure a incité les autorités à lancer un programme visant à enlever l'ancienne peinture, et à la remplacer par un apprêt de silicate de zinc, recouvert de couches de vinyle. Dans les années 1990, la peinture vinyle fut à son tour remplacée par une peinture acrylique, afin d'être conforme aux normes de qualité de l'air. Le programme fut achevé en 1995 et, depuis, seules les zones les plus touchées par la corrosion sont retouchées. La couleur orange international du pont est obtenue par le mélange de 100 parties de jaune, 69 parties de magenta et 6 parties de noir. Les couleurs standardisées s'en rapprochant le plus sont PMS 173, PMS 174 ou Pantone 180.

### Éclairage

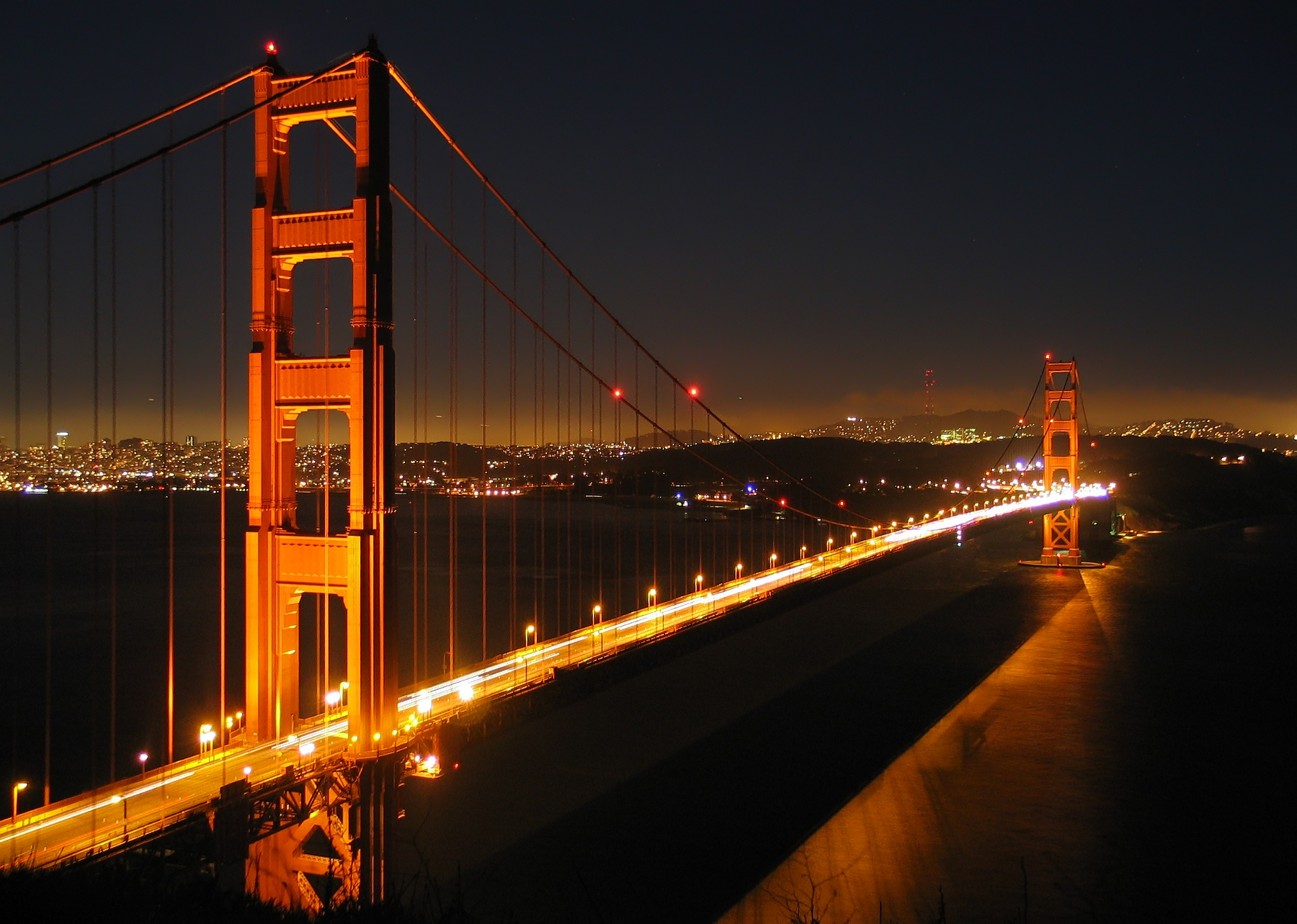
Le pont du Golden Gate, toujours aussi reconnaissable de nuit.

Pour l'architecte consultant Irving Morrow, l'éclairage du pont du Golden Gate était un aspect très important. Ainsi, le 6 avril 1935, il remit à Joseph Strauss un rapport, baptisé Rapport sur les couleurs et l'éclairage (Report on Color and Lighting). Son objectif était de concevoir un éclairage à la hauteur de l'édifice, et qui pourrait même accentuer son caractère à la fois unique et spectaculaire. Morrow décida ainsi d'adapter l'éclairage aux différentes parties de l'ouvrage : par exemple, les deux pylônes du pont devraient comporter moins de lampes, afin de donner l'illusion qu'ils culminent bien au-delà de l'éclairage. Par la suite, Morrow pensa qu'un éclairage trop spectaculaire serait indigne du pont du Golden Gate, c'est pourquoi il installa de petites lampes à vapeur de sodium à faible pression à la lumière légèrement orangée le long de la route, produisant un éclairage non aveuglant pour les conducteurs. Lors de leur installation en 1937, ces lampes étaient à la pointe de la technologie. Trente-cinq ans plus tard, en 1972, les lampes originelles à basse pression furent remplacées par de nouvelles lampes à vapeur de sodium, mais cette fois-ci à haute pression. L'installation de ces nouvelles lampes permit d'améliorer la qualité de l'éclairage à moindre coût. Afin de préserver l'intensité initiale, des lentilles furent ajoutées sur les nouvelles installations.
L'éclairage des pylônes prévu par Morrow ne fut pas mis en place lors de la construction du pont, en raison de la contrainte budgétaire. Ce n'est que le 22 juin 1987, peu de temps après la commémoration du 50e anniversaire du pont du Golden Gate, que les deux pylônes furent éclairés pour la première fois. Conformément à l'idée de Morrow, l'éclairage donne l'illusion que les pylônes culminent bien plus haut que les lampes, ce qui les fait paraître encore plus grands. L'installation de l'éclairage sur les pylônes coûta près de 1,2 million de dollars, et fut notamment financée par la Pacific Gas & Electric Company. L'entreprise qui réalisa les travaux, l'Abbett Electric Company, n'avait pas envisagé que les travaux coûteraient plus d'un million de dollars.
Aujourd'hui, le dispositif d'éclairage du pont du Golden Gate est à sa mesure : titanesque. En effet, 128 lampes de 250 watts bordent les voies de circulation d'un bout à l'autre du pont, vingt-quatre lampes éclairent le trottoir qui entoure chacun des pylônes, douze lampes décoratives d'une puissance de 400 W ornent chaque pylône, dont le sommet supporte un phare aérien de couleur rouge, d'une intensité de 750 W chacun. L'installation comprend en outre plusieurs kilomètres de câbles pour alimenter toutes ces lampes en électricité.

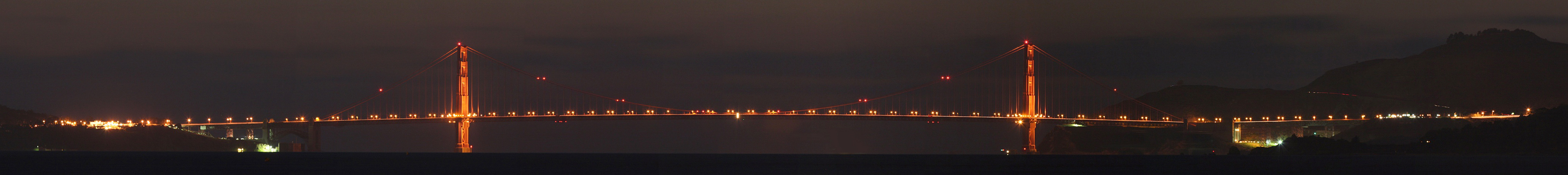
Vue panoramique du pont éclairé.

Autre vue panoramique du pont éclairé. Juin 2018.

## Aspects économiques

### Tarifs de péage et fréquentation

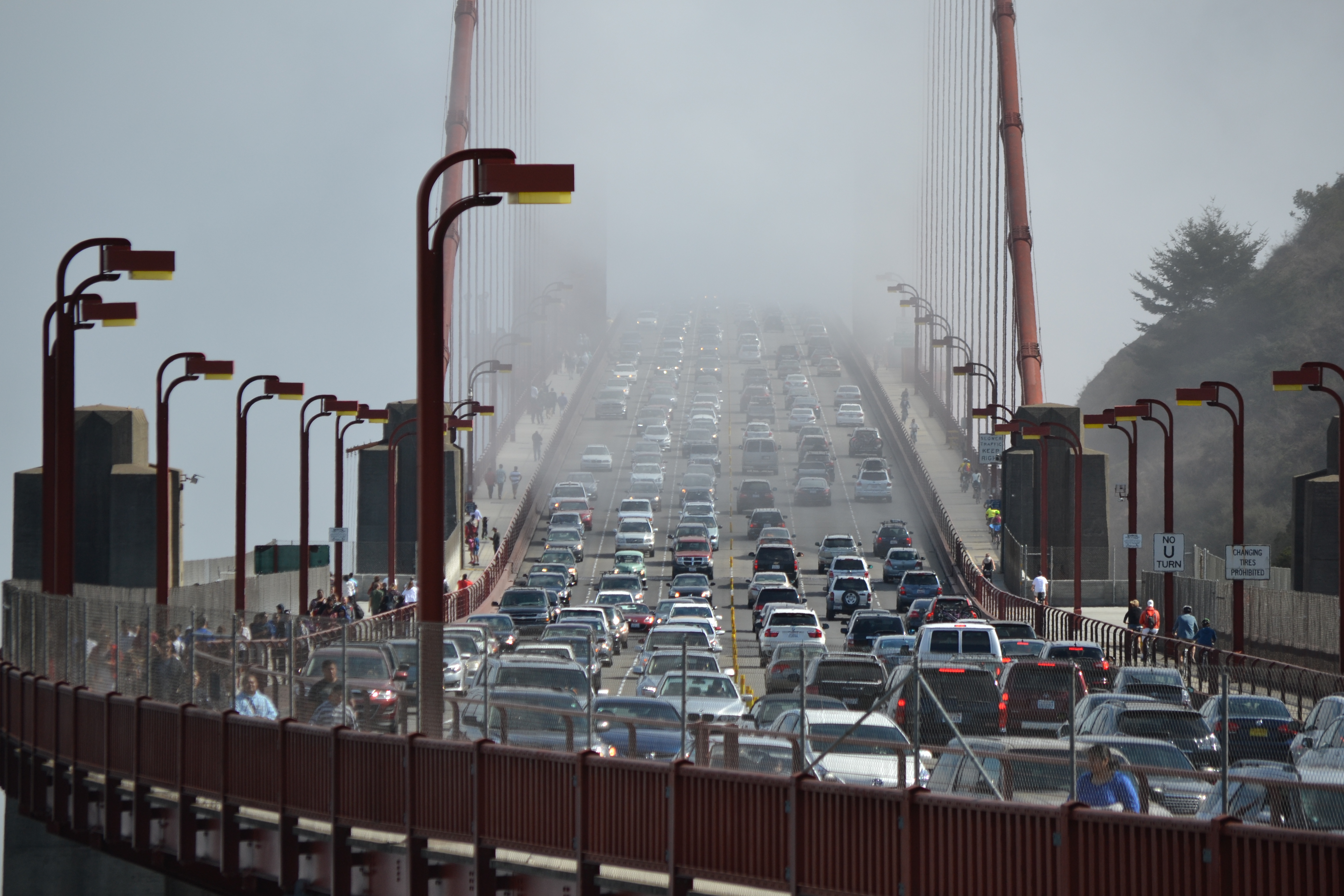
Le pont, malgré une fréquentation très importante, ne peut compter sur son seul péage pour financer ses travaux d'entretien.

Le pont du Golden Gate, du fait de sa taille immense, et des nombreux travaux de maintenance nécessaires, requiert des apports de fonds importants. Son caractère de voie de passage vers le nord de la baie de San Francisco, empruntée chaque année par quelque 42 millions de véhicules l'a rendu absolument indispensable aux usagers de la région. La première source de financement de l'édifice provient du péage, mis en place depuis l'inauguration du pont suspendu le 23 mai 1937. À l'origine, le tarif du péage était de 50 cents dans les deux directions, avec un supplément de 5 cents si les véhicules transportaient plus de trois passagers. Par la suite, le prix de passage n'a cessé d'évoluer, en chutant tout d'abord entre 1937 et le 19 octobre 1968, au point de valoir 25 cents dans les deux directions jusqu'à cette date. L'année 1968 marqua ensuite un tournant dans la politique tarifaire : la traversée du pont du sud vers le nord devint gratuite mais le prix doubla pour l'autre direction. Aujourd'hui, le tarif normal de passage est de 6 $ pour pouvoir circuler vers le sud, le pont reste gratuit dans l'autre sens. Ce tarif est ramené à 3 $ pour les véhicules pratiquant le covoiturage aux heures de pointe. Les recettes ainsi générées par le péage atteignent aujourd'hui 84 millions de dollars (sur les années fiscales 2003-2004 et 2004-2005), mais cette somme n'a aucune répercussion sur l'économie de la ville de San Francisco, étant donné qu'elle permet à peine de couvrir l'entretien quotidien de la structure. Le pont du Golden Gate est donc une voie de circulation indispensable aux échanges entre la ville de San Francisco et le nord de la Californie, mais requiert un financement externe pour pouvoir fonctionner correctement, et en plus être mis aux normes parasismiques.
Cependant, d'un point de vue externe à la ville de San Francisco, le pont a eu des répercussions extrêmement positives. Avant sa construction, il était possible de rejoindre le nord de la baie par bac, toutefois, cela ne permettait pas de transporter beaucoup de marchandises, et le commerce entre le sud et le nord de la baie était donc extrêmement limité. Cependant, avec la construction du pont, d'autres moyens de transport furent en mesure de transiter à travers le détroit du Golden Gate : la ville de San Francisco, ainsi que d'autres villes du sud de la Californie furent plus rapidement accessibles à d'autres villes de l'État, comme Los Angeles.
Entre sa mise en service le 28 mai 1937 et le mois de janvier 2014, plus de 2 milliards de voitures ont franchi le pont.

### Gestion et administration de l'ouvrage
La gestion du pont est dévolue au Golden Gate Bridge, Highway and Transportation District, entreprise publique dont la création remonte à 1923, c'est-à-dire bien avant la construction effective de l'ouvrage, lorsqu'il ne s'agissait encore que d'un projet. La mission du District est de fournir une gestion sûre et appropriée, et de réaliser l'entretien et des améliorations de l'ouvrage, ainsi que de proposer des services de transport, de même que les services nécessaires aux usagers de la 101e autoroute traversée par le pont. Avec l'aval des autorités de l'État de Californie, le District est ainsi parvenu à mettre en place un réseau de bus et de ferry dans la baie, sans pour autant recevoir des fonds spécialement destinés à cet usage. En effet, l'organisme n'a pas le pouvoir de récolter des fonds par des prélèvements fiscaux, et doit en conséquence compter sur les excédents générés par les péages, ainsi que sur les prix des transports proposés (bus et ferry) pour pouvoir se financer. Les péages financent ainsi 50 % des coûts du réseau de transport alors que les tickets apportent 30 % de l'argent nécessaire. Les 20 % restants sont apportés par des subventions fédérales, locales, ou provenant de l'État de Californie. La publicité et la location du matériel de l'entreprise contribuent également à fournir des liquidités.
Le Golden Gate Bridge, Highway and Transportation District est dirigé par un conseil d'administration composé de dix-neuf membres, qui représentent les six comtés ayant contribué à sa formation. C'est le comté de San Francisco qui possède le plus de membres aux conseil d'administration, avec neuf directeurs dont l'un, nommé par le maire de San Francisco, préside l'assemblée. Le comté de Marin situé au nord du pont compte quatre membres, le comté de Sonoma en rassemble trois, alors qu'une seule personne représente les comtés restants : le comté de Napa, le comté de Mendocino et le comté de Del Norte. Les directeurs sont payés 50$ par réunion, et peuvent toucher jusqu'à 5 000 dollars annuels, voire 7 500 dollars pour le directeur du conseil.

## Risques naturels

### Le risque éolien

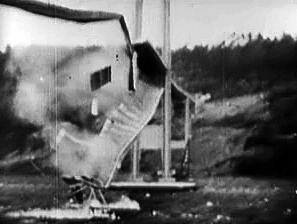
L'écroulement du pont du détroit de Tacoma, le 7 novembre 1940.

Le 7 novembre 1940, le troisième plus grand pont suspendu de la planète de l'époque, le pont du détroit de Tacoma s'effondra, à la consternation des ingénieurs du pont du Golden Gate. Leon Moisseiff, l'un des ingénieurs principaux du Golden Gate, mais aussi du Tacoma Narrows fut alors un coupable tout désigné. Charles Ellis, autre ingénieur du pont du Golden Gate, fut alors contacté pour déterminer la solidité du pont, afin qu'une catastrophe semblable à celle du Tacoma ne se reproduise pas. Ses conclusions furent rassurantes : l'accident du pont du détroit de Tacoma tiendrait en fait à son étroitesse, avec un rapport entre la portée et la largeur de 72/1. Le risque de voir le pont du Golden Gate, dont le rapport portée/largeur est de 47/1, s'effondrer sous l'effet d'une tempête était en conséquence très faible. Les ingénieurs furent donc rassurés quant aux risques météorologiques, cependant, la menace sismique était encore difficilement évaluable.

### Le risque sismique
La ville de San Francisco a déjà été plusieurs fois confrontée à des séismes de plus ou moins grande envergure, et la menace d'un nouveau tremblement de terre, qui pourrait être fatal au pont du Golden Gate, est permanente. Selon les scientifiques, un tremblement de terre, d'une magnitude que la ville n'a encore jamais connue, devrait se produire dans les trente-cinq années à venir[Quand ?]. Lors du tremblement de terre de 1906, d'une magnitude de 7,9 sur l'échelle de Richter, une grande partie de la ville de San Francisco avait été détruite. Les prévisions d'un séisme de plus grande envergure laissent donc craindre un véritable « danger de mort » pour le pont du Golden Gate, d'autant plus que plusieurs ponts suspendus ont démontré leur fragilité par le passé.
La menace sismique tient au fait que la ville de San Francisco est située entre les deux failles les plus actives de Californie, la faille de San Andreas et la faille de Hayward. Chacune d'entre elles marque la frontière entre deux plaques tectoniques ; or, les plaques continentales dérivent en permanence, mais pas toujours dans les mêmes directions. Au bout d'un certain temps, les zones de frottement des plaques finissent par céder, ce qui a pour effet de libérer brutalement toutes les tensions accumulées depuis leur formation. C'est ce qui se produisit lors du séisme de 1906, l'un des plus violents de l'histoire.

#### Séisme de 1989

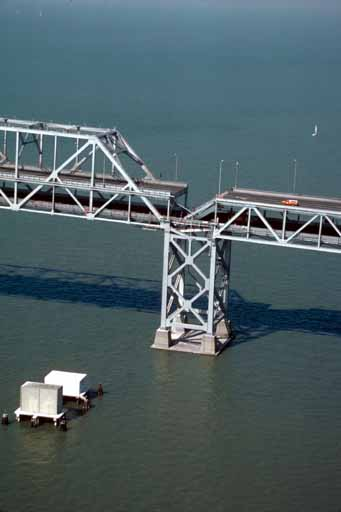
Un tronçon du Bay Bridge, endommagé par les secousses.

C'est à la fin des années 1980, avec le tremblement de terre de Loma Prieta, d'une magnitude de 6,9 que les autorités constatèrent à quel point un tremblement de terre pouvait être dangereux, non seulement pour les personnes, mais aussi pour les ouvrages. Le Loma Prieta fit 62 victimes, et plus de 3 000 blessés, et un total de dégâts matériels estimé à plus de cinq milliards de dollars. Parmi les constructions touchées par la catastrophe figure le Bay Bridge, construit à la même époque que le pont du Golden Gate, et en partie par les mêmes équipes. Un tronçon complet du pont, qui relie la baie de San Francisco à la ville voisine d'Oakland s'écroula. Le séisme, dont l'épicentre se trouvait dans les montagnes de Santa Cruz à environ 80 kilomètres du pont, eut donc principalement des répercussions dans la baie de San Francisco.
Le pont du Golden Gate a lui aussi été affecté par la secousse, mais sans subir de dégâts matériels. Les violentes secousses agitèrent les suspentes, situées entre les câbles porteurs et la chaussée, mais le pont réagit conformément aux précautions prises par les ingénieurs : il tangua, amortissant les forces sismiques, avant de les libérer par ses vibrations et ses mouvements. C'est cette dissipation d'énergie qui sauva le pont du Golden Gate du désastre. Pour cette raison, une vaste opération de protection parasismique est actuellement[Quand ?] mise en œuvre.

#### Mise aux normes parasismiques

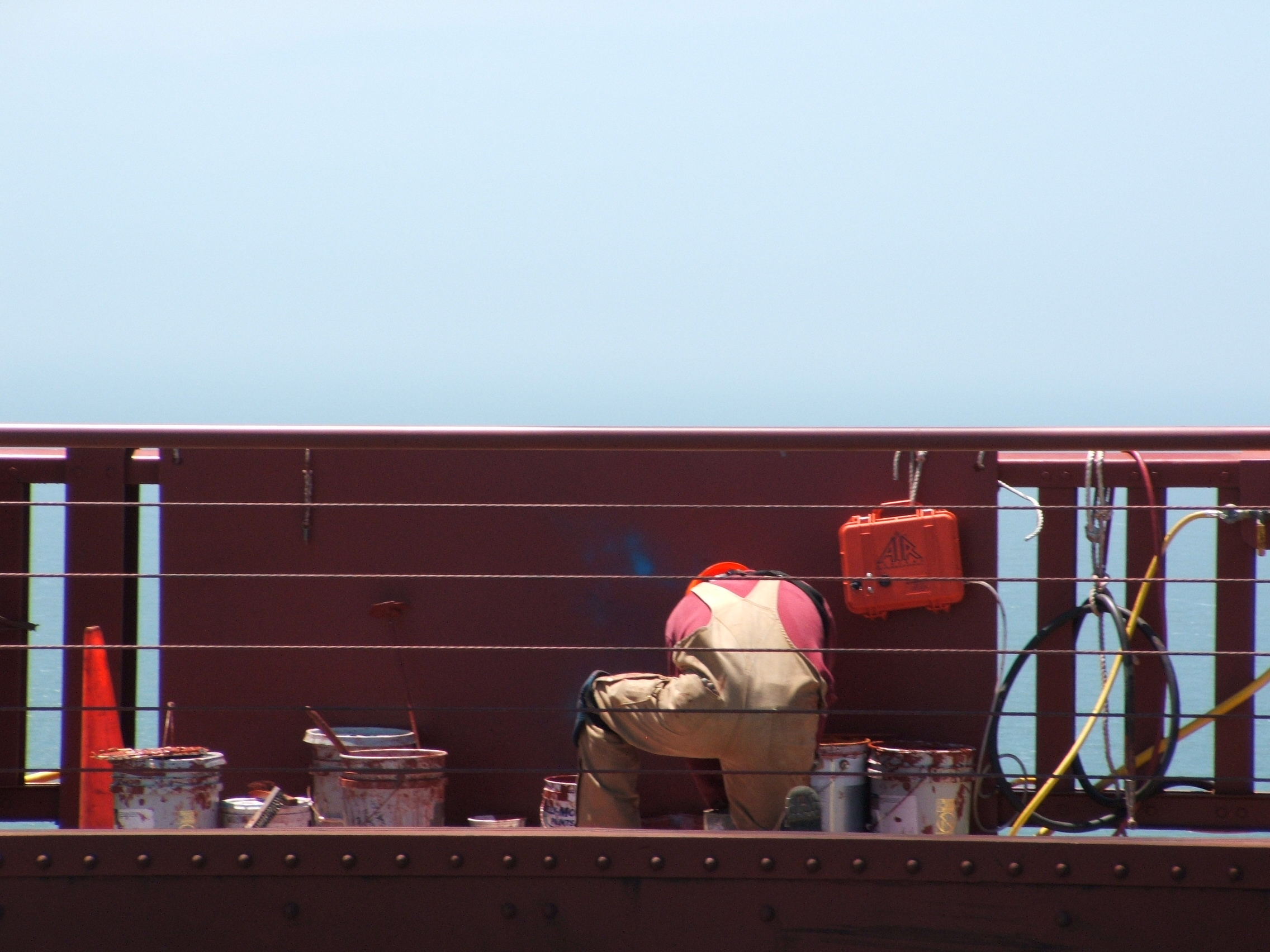
Un ouvrier au travail sur le pont.

Afin d'être en mesure de résister à un séisme de grande ampleur, les plus grands ponts de la baie de San Francisco bénéficient d'un programme de mise aux normes. Pour le Bay Bridge, plus de deux milliards de dollars ont été dépensés, afin d'éviter la répétition de la catastrophe de 1989. Les ingénieurs du pont du Golden Gate prirent davantage de précautions lors de la construction, afin de protéger le pont des catastrophes naturelles, mais aussi des séismes qui frappent régulièrement la baie. Parmi les particularités architecturales parasismiques déjà existantes sur le pont on retrouve, de chaque côté de l'ouvrage d'art des joints de dilatation qui permettent, lorsqu'une secousse atteint le pont, de le désolidariser des viaducs d'accès situés de chaque côté, en coulissant. Cet écartement peut atteindre 43 centimètres, cependant, des essais récents ont prouvé que cette précaution ne serait pas suffisante face à un violent tremblement de terre.
Les travaux de mise aux normes reposent sur deux procédés essentiels : des appuis élastiques qui isolent les différentes parties du pont, ainsi que des amortisseurs censés pouvoir atténuer les secousses. Selon les scientifiques, le prochain grand séisme devrait survenir dans les trente-cinq années à venir, mais il est tout à fait possible qu'il se produise d'ici un mois, un an, ou dix ans. Pour cette raison, le pont est en rénovation permanente, avec à terme l'objectif de le préserver d'un séisme d'une magnitude de 8,3 sur l'échelle de Richter.

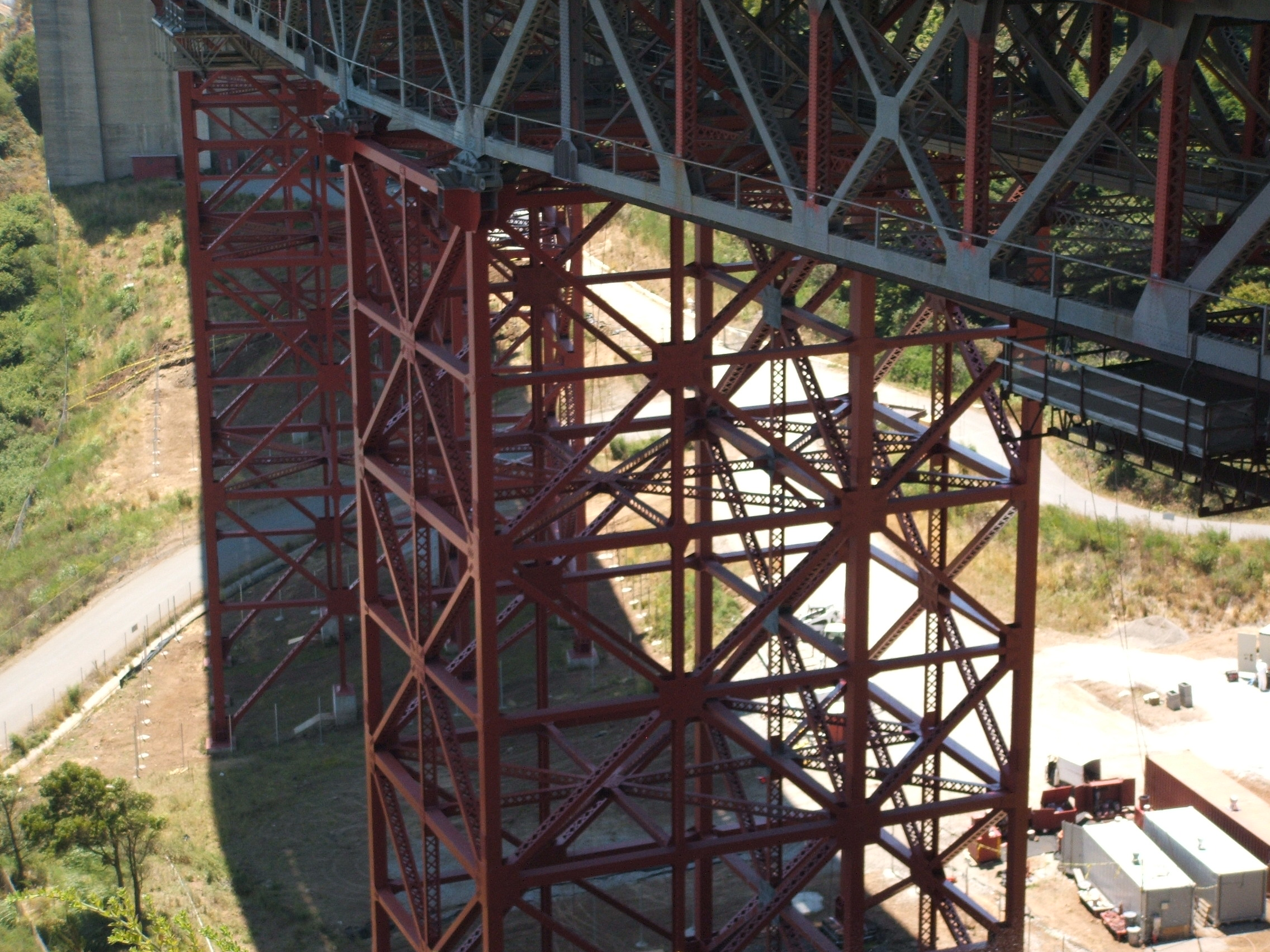
La réfection des arches en acier est l'une des priorités du chantier.

Le pont devra, à terme, être en mesure de résister à un tremblement de terre d'une violence encore jamais atteinte en Californie, sachant que la magnitude de 8,3 correspond au maximum qu'un tremblement de terre de la faille de San Andreas peut atteindre. Les travaux devraient s'échelonner sur vingt ans, et servir de modèle aux autres réfections de ponts suspendus de la baie. Ces derniers ont déjà bien avancé : les appuis élastiques ont déjà été installés sur le viaduc d'acier côté nord, les joints de la tour nord ont été renforcés, et des barres d'acier sont venues la consolider. La seconde phase concerne la partie sud, où de nouveaux appuis doivent être posés, et l'armature métallique remplacée. En ce qui concerne la partie centrale, l'acier moulé sera renforcé, des amortisseurs seront insérés entre les pylônes et le tablier, et une partie des fondations sous marines seront remplacées.
L'opération de mise aux normes du pont du Golden Gate est la plus onéreuse jamais réalisée sur un pont, à tel point que s'il s'agissait d'une autre structure, il serait presque moins cher de la reconstruire. Le péage du pont, emprunté par 42 millions de véhicules par an rapporte plus de 65 millions de dollars annuels, mais cette somme couvre à peine les frais d'entretien du pont. Les fonds de la mise aux normes doivent en conséquence venir de l'extérieur. Le département des Transports des États-Unis a ainsi débloqué la somme de 1,6 milliard de dollars, et l'entreprise Caltrans fournit également une partie des fonds nécessaires à la fois à la recherche et à la réfection du pont.
Le véritable défi tient au fait que personne ne doit se rendre compte que des travaux ont eu lieu. Le pont du Golden Gate doit donner l'illusion d'être intact, même à la fin des travaux. Chaque rivet a été vérifié, chaque tour en comportant approximativement 600 000. Plus de la moitié de l'acier a été remplacée, le revêtement des piliers en béton a été refait, et la chaussée est toute neuve, sans que personne se soit rendu compte du changement. Le pont est ainsi petit à petit rénové, à tel point que l'acier originel finira par totalement disparaître.

## Suicides
Sauter du haut du pont est une méthode de suicide relativement courante. Le San Francisco Chronicle estime qu’au moins 1 400 personnes se sont suicidées du pont du Golden Gate entre son ouverture en 1937 et juin 2014, soit une vingtaine en moyenne chaque année, avec un record de 46 suicides en 2013. Le premier à se suicider fut Harold Wobber, retraité de 47 ans, trois mois après l'inauguration du pont. L'architecte Joseph Strauss avait alors déclaré « Qui pourrait vouloir sauter de là-haut ? ». Le décompte a officiellement cessé entre 1995 et 1997 pour éviter que la médiatisation du millième suicidé augmente le nombre de tentatives. La majorité des candidats au suicide saute du côté Est, sans doute parce que l'allée ouverte aux piétons est de ce côté-là.
La chute de 67 m prend environ quatre secondes et la personne heurte l'eau à une vitesse approximative de 120 km/h. À la date de 2006, seulement 26 personnes ont survécu à un tel saut. Les survivants, qui ont souvent indiqué avoir renoncé à leur projet en plein vol, ont tous heurté l'eau les pieds en avant sous un angle faible et ont souffert de nombreuses fractures et blessures internes.
Le conseil du pont s'est pendant longtemps opposé à l'installation d'une barrière de prévention des suicides au-dessus de la rambarde haute de 1,2 mètre, et se contentait d'une surveillance vidéo et de rondes aléatoires. Le pont comprend également des bornes de téléphone reliées directement à un service de soutien psychologique pour les éventuels candidats au suicide. En avril 2006, l'administration a cependant donné son accord à une étude pour la prévention de suicides qui pourrait notamment évaluer la faisabilité d'un filet semblable à celui qui équipe la tour Eiffel. Cette annonce a eu lieu le même mois que la projection d'un documentaire controversé, The Bridge, réalisé en 2005 par Eric Steel, montrant notamment la chute de plusieurs suicidés du pont en 2004, et retraçant leur vie à travers des entretiens avec leurs proches. Le 24 mai 2006, les cloches de la vieille cathédrale de St. Mary ont sonné pour honorer la mémoire des 1 200 suicidés.
Le 12 décembre 2019, les responsables du site indiquent que des filets de sécurité, suspendus à six mètres sous les trottoirs de chaque côté du pont, seront installés d'ici 2023, pour un coût de 200 millions de dollars avec plusieurs années de retard par rapport au projet initial.

## Photographies

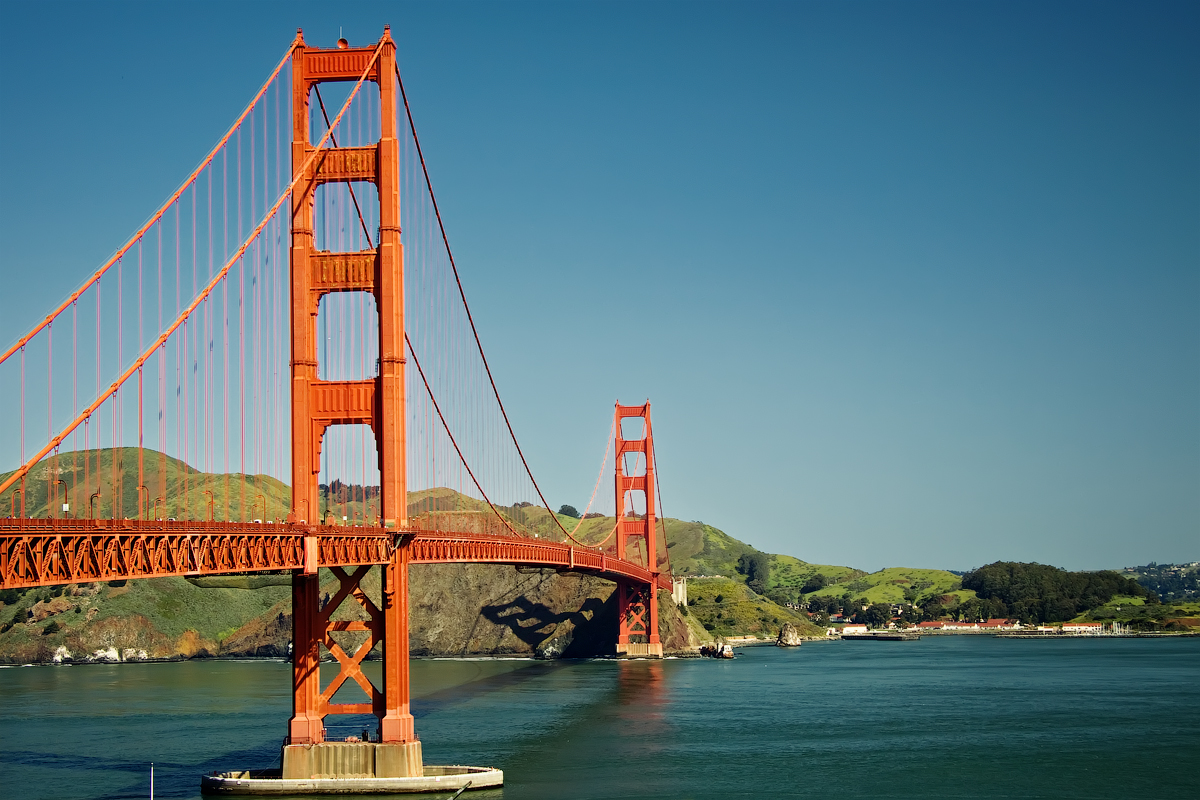
Le pont du Golden Gate.
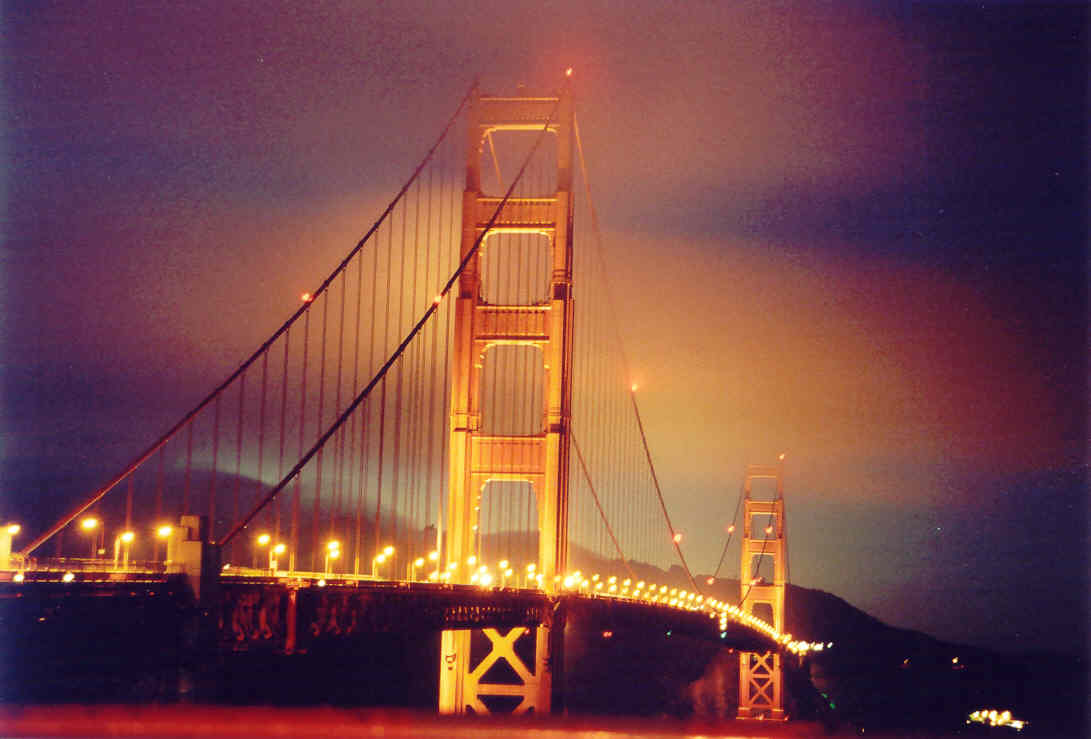
Jeu de lumières la nuit.
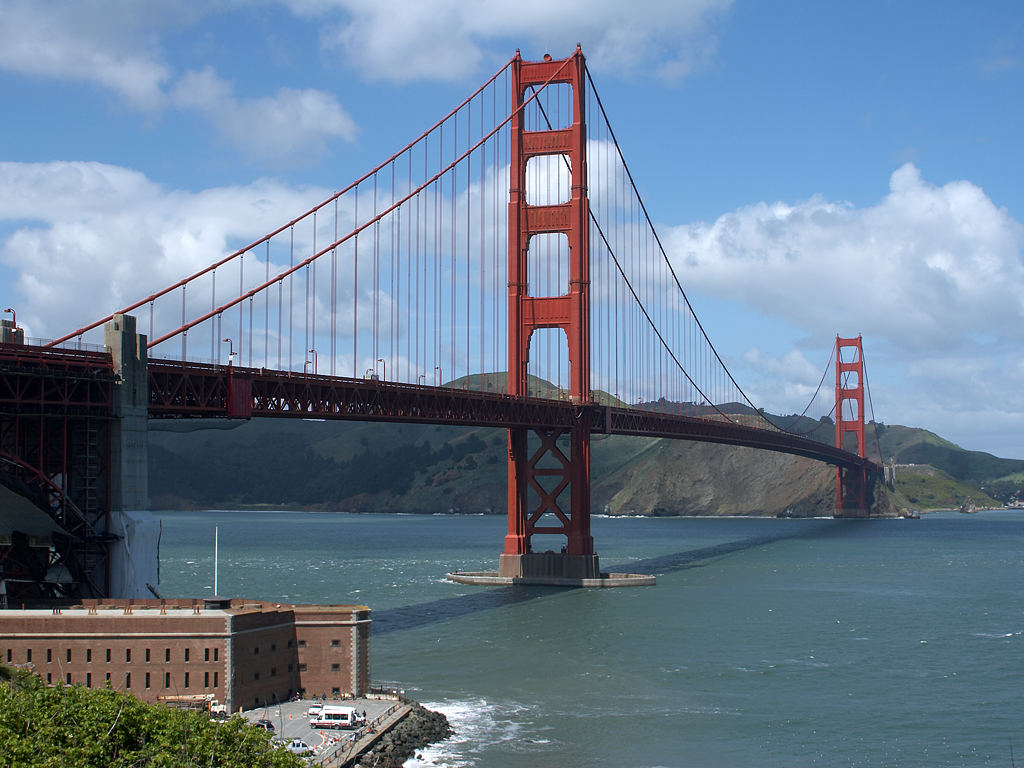
Le pont du Golden Gate sous le soleil.
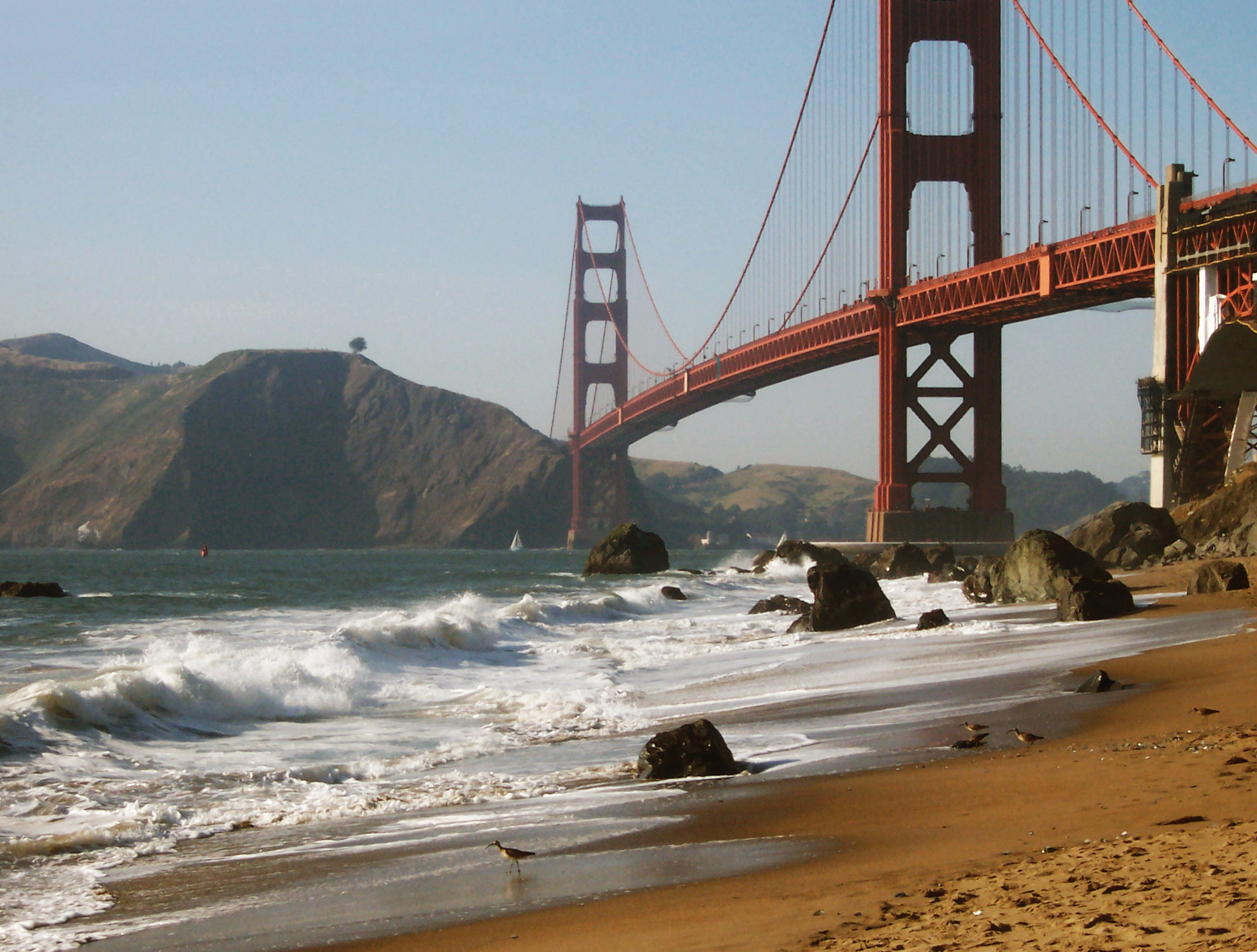
Le pont et les eaux déchaînées du Golden Gate.
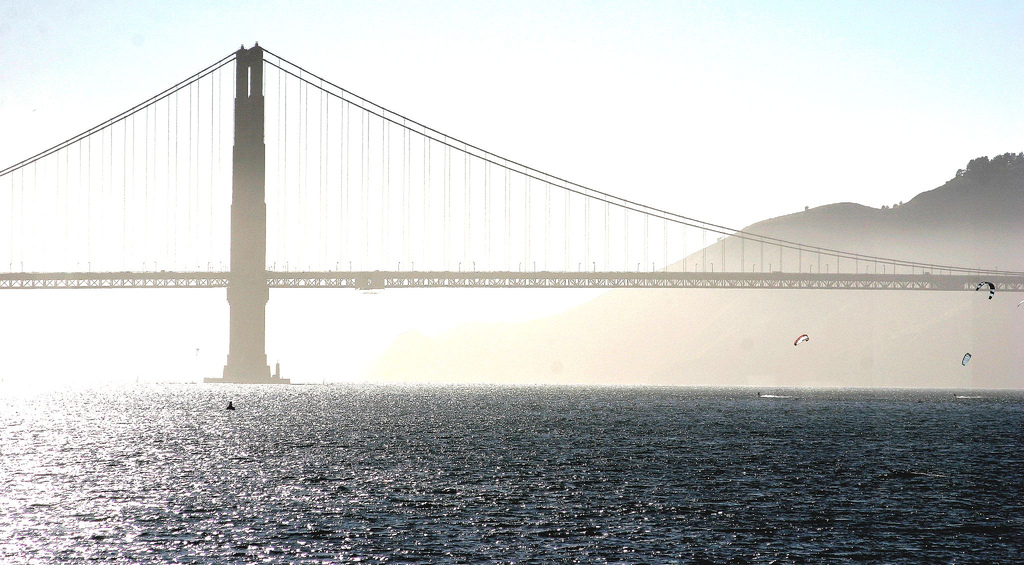
Brouillard et kite surfers.
Encore une autre vue. Juin 2017.
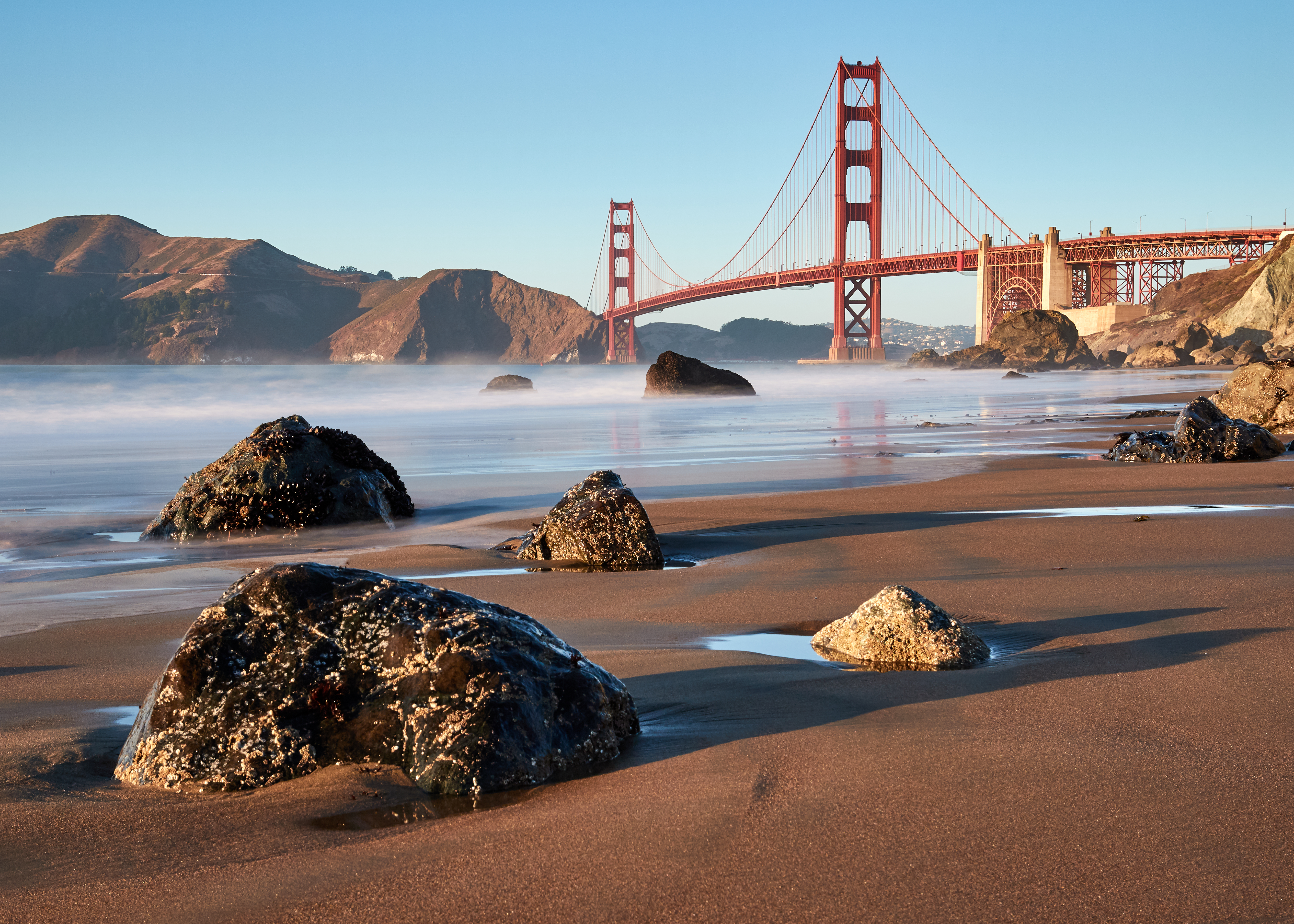
Le pont vu depuis Marshall’s Beach. Octobre 2017.
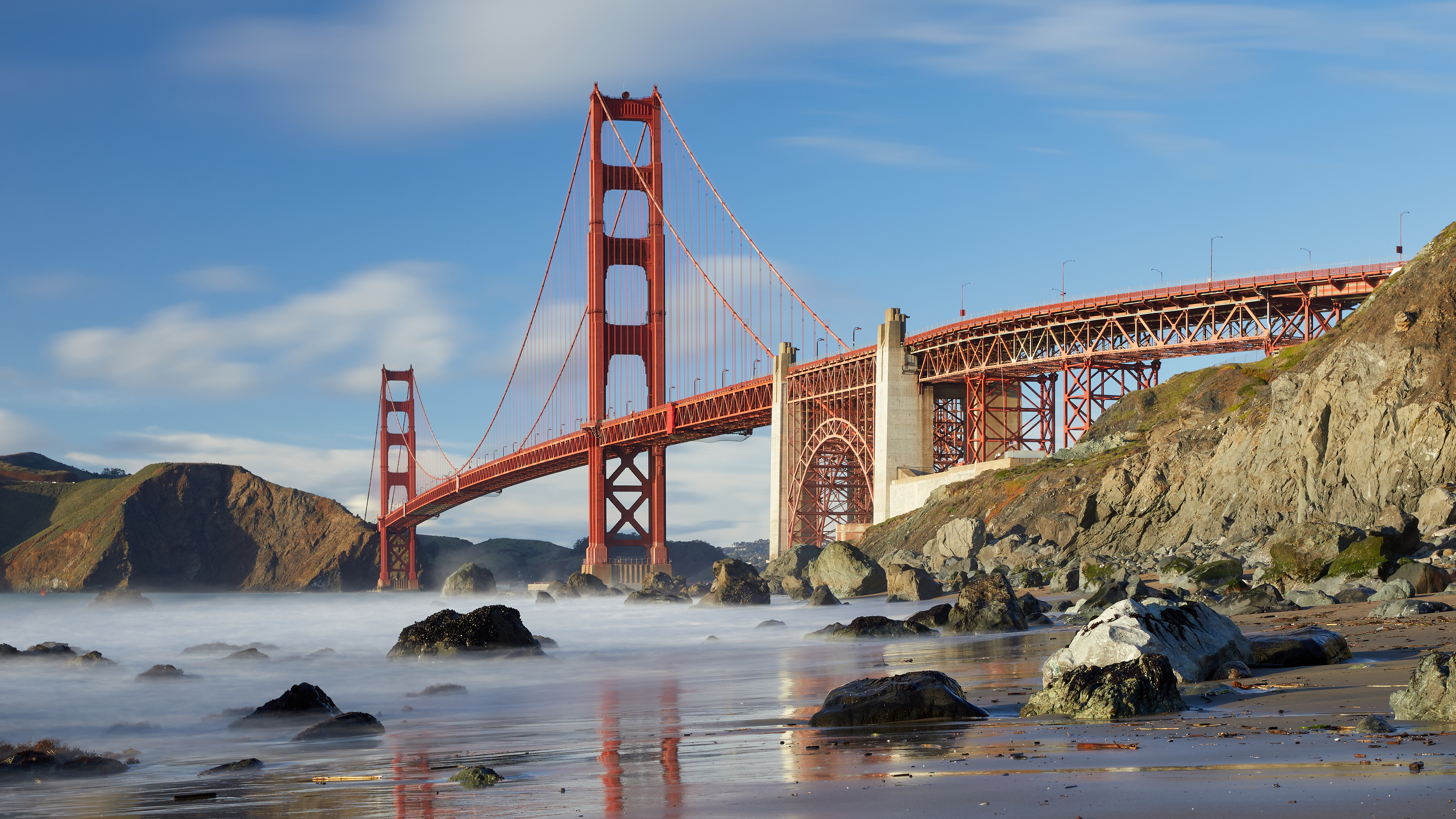
À nouveau depuis Marshall’s Beach. Mars 2018.
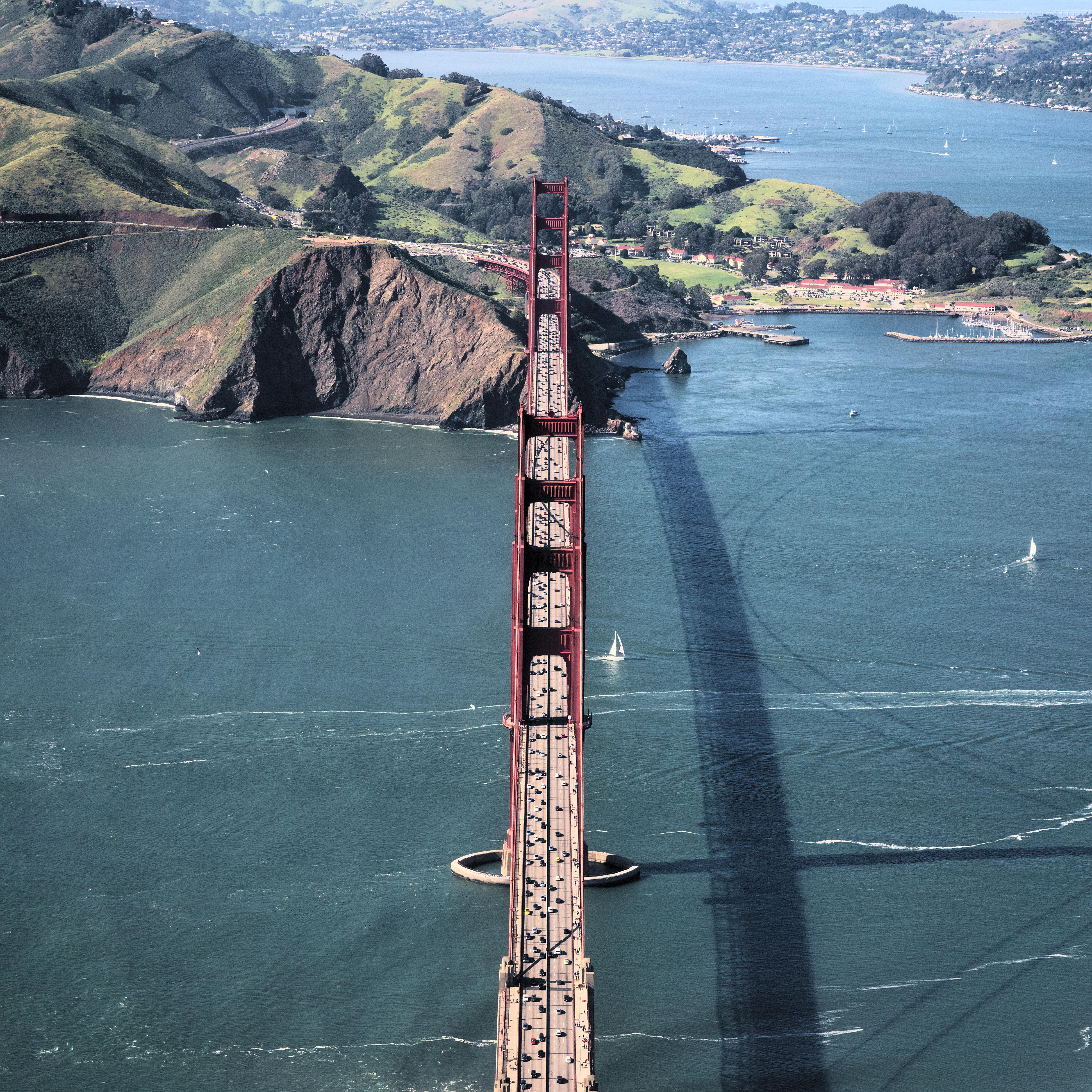
Vue aérienne de pont du Golden Gate, prise du sud. Avril 2018.
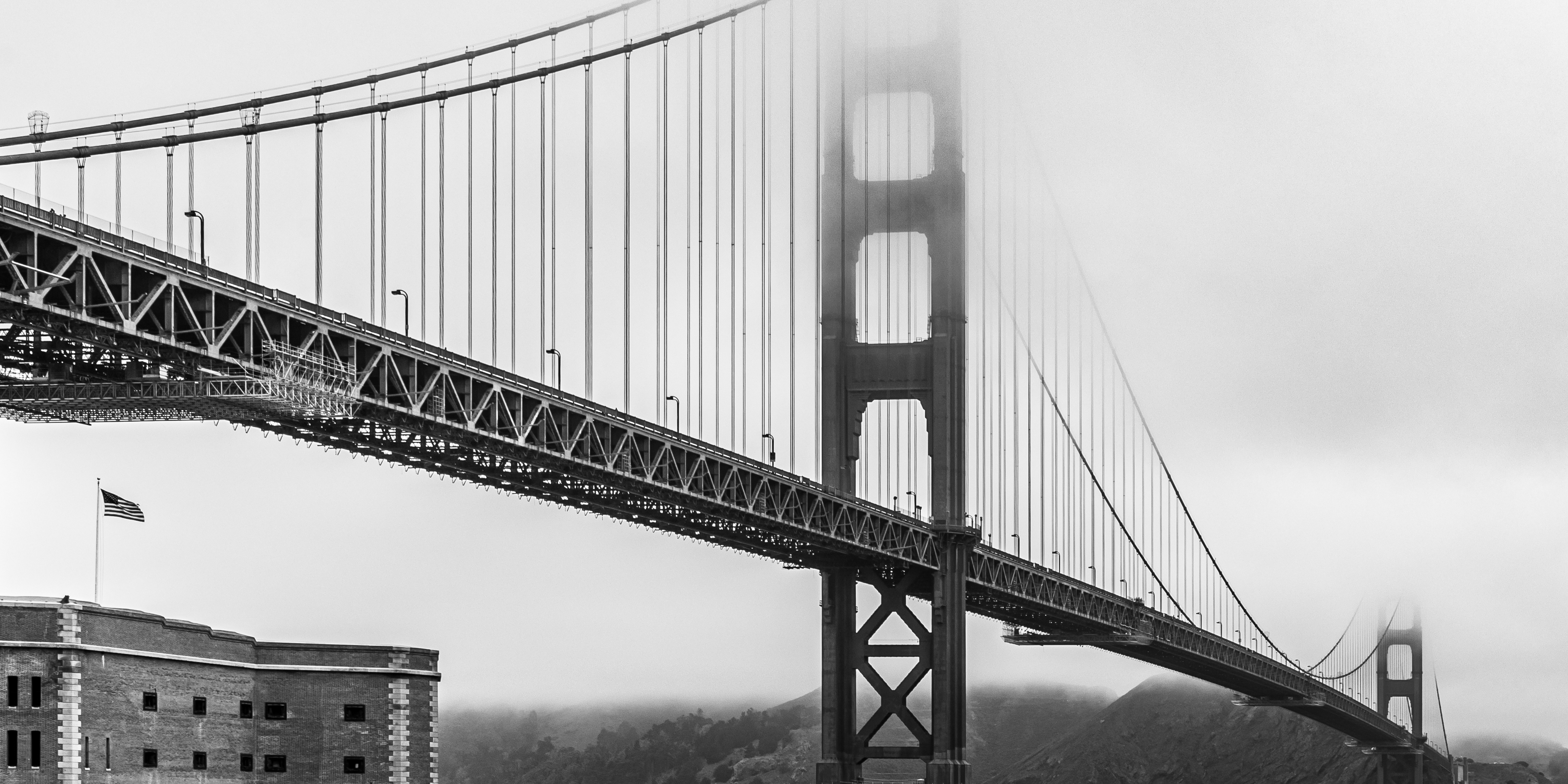
Le pont du Golden Gate, estompé par le brouillard. Juillet 2022.

## Dans la culture

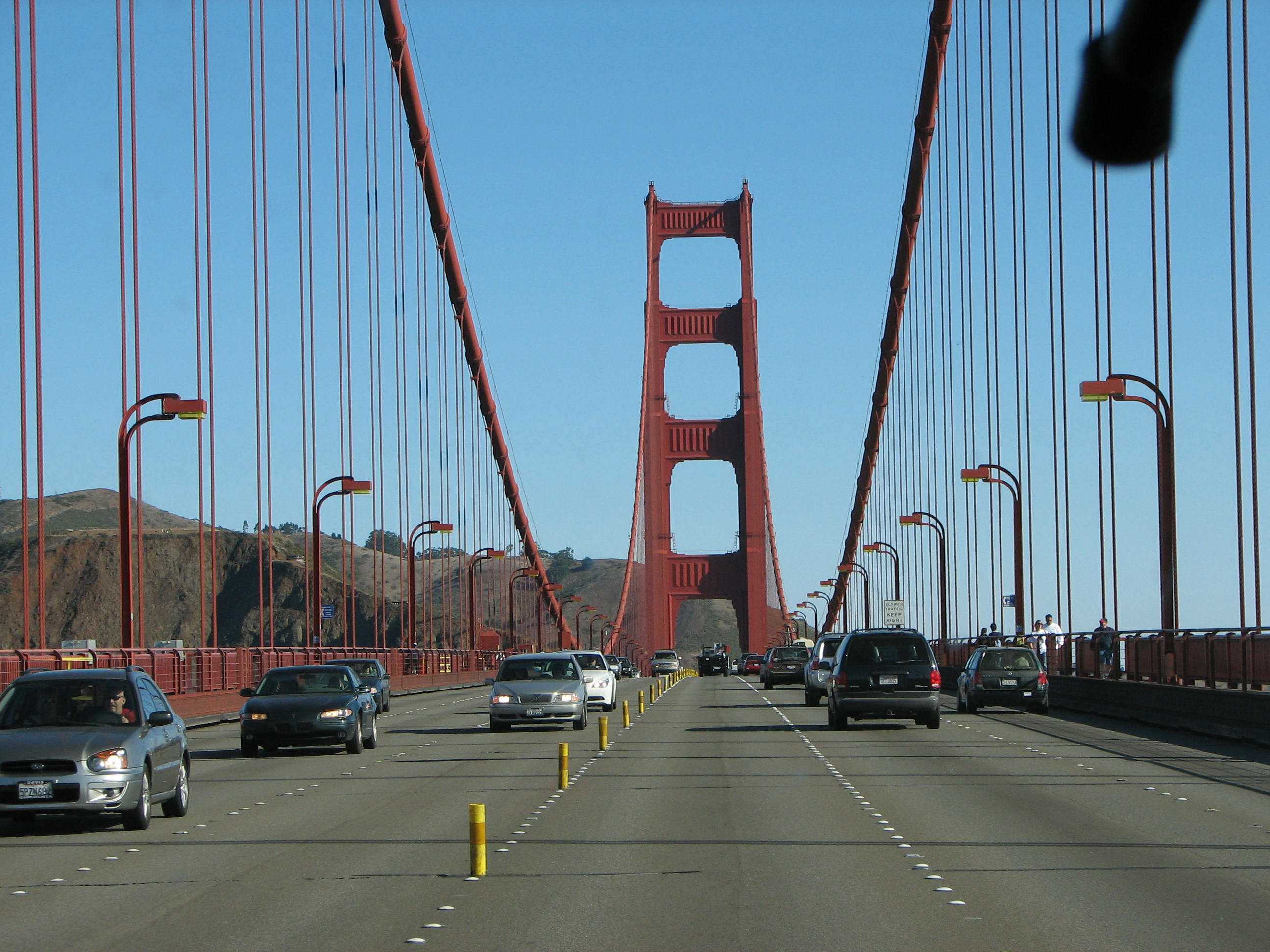
Sur le pont.

À l'instar de nombreux autres monuments américains, le pont du Golden Gate est apparu dans de nombreuses œuvres de la culture populaire, à commencer par de nombreux films et séries télévisées se déroulant à San Francisco. Voici quelques-unes des plus célèbres apparitions du pont suspendu sur le petit ou le grand écran :
- La première apparition du pont du Golden Gate au cinéma remonte à 1955, dans le film Le monstre vient de la mer (It Came From Beneath the Sea) : le pont y est détruit par une immense pieuvre.
- La baie de San Francisco constitue un élément essentiel du film Sueurs froides (Vertigo) d'Alfred Hitchcock, sorti en 1958. Scottie, interprété par James Stewart, se jette dans l'eau au pied du pont, pour y secourir le personnage joué par Kim Novak.
- Dans La Bataille interplanétaire (Battle in Outer Space), un film sorti en 1959, pour la seconde fois d'une longue série au cinéma, l'on voit le pont se faire détruire, cette fois-ci lorsqu'un astéroïde s'écrase sous le pont avant qu'il ne s'écroule.
- Dans Star Trek 6 : Terre inconnue, les équipages de l'Enterprise et de l'Excelsior doivent déjouer un complot pour permettre de signer un traité de paix entre l'Empire Klingon et la Fédération des planètes unies. Or l'Académie de Starfleet est située au pont du Golden Gate.
- Michael Jackson et ses frères transforment le Golden Gate en un arc-en-ciel à la fin de leur clip Can You Feel It en 1980.
- James Bond (Roger Moore) est confronté à un industriel français (Christopher Walken) qui a pour but de détruire la Silicon Valley dans Dangereusement vôtre, sorti en 1985. Une scène de combat, avec un zeppelin qui s'accroche au pont a alors lieu au sommet de ce dernier.
- Dans Entretien avec un vampire qui date de 1994, un vampire fait le récit épique de sa vie, qui connaît une fin dramatique sur le pont.
- Dans Rock, de Michael Bay, sorti en 1996, avec Sean Connery et Nicolas Cage, deux chasseurs de l'Armée de l'Air passent sous le pont avant d'aller larguer des bombes sur l'île d'Alcatraz.
- Dans Boys and Girls sorti en 2000, le pont joue un rôle dans la réconciliation des deux adolescents.
- Dans Fusion, sorti en 2003, le pont est détruit par les rayons micro-ondes du Soleil.
- Le pont du Golden Gate apparaît dans les cut-scenes[N 6] de séries télévisées comme Charmed[N 7] ou encore Phénomène Raven, qui se déroulent à San Francisco.
- L'édifice est au générique de la série La Fête à la maison.
- Dans le 8e épisode de la 2e saison de Sliders, les glisseurs tombent dans un monde en tous points semblable au leur, et pensent avoir retrouvé leur Terre, mais le pont du Golden Gate est bleu, et se nomme Azur Gate Bridge.
- On aperçoit le pont dans X-Men : L'Affrontement final : le personnage Magnéto le détruit pour accéder à l'île d'Alcatraz.
- Dans le film Magnitude 10,5 de 2004, on voit le pont s'écrouler à cause d'un séisme.
- Le pont apparait derrière le nom de la série Monk au début du générique.
- Dans l'épisode 20 de la saison 5 de Stargate Atlantis, la cité navigue juste devant le pont.
- Dans la série Charmed, on le voit régulièrement dans les scènes d’ouverture et il sert aussi de lieu de recueillement pour les fondateurs et les êtres de lumières.
- Dans le film Et si c'était vrai..., il est présent lors de certaines scènes.
- Dans le film Monstres contre aliens, sorti en 2009, le pont est détruit lors du combat des monstres contre le robot géant.
- Dans le film La Planète des singes : Les Origines, sorti en 2011, les singes le traversent à la fin du film.
- Dans le film Le Livre d'Eli, sorti en janvier 2010, Eli et Solara se retrouvent sur le pont à la fin du film.
- Dans le film Pacific Rim (2013), il se fait détruire au début du film par un kaijū.
- Dans le film Godzilla (2014), l'édifice est partiellement détruit par le célèbre monstre.
- Dans le film San Andreas, il est détruit par un tsunami.
- Dans le jeu vidéo Marvel's Avengers (2020), le pont est la scène de la première mission.
- Dans le jeu vidéo Civilization VI (2016), le pont peut être construit comme merveille mondiale.